# Farah Pahlavi

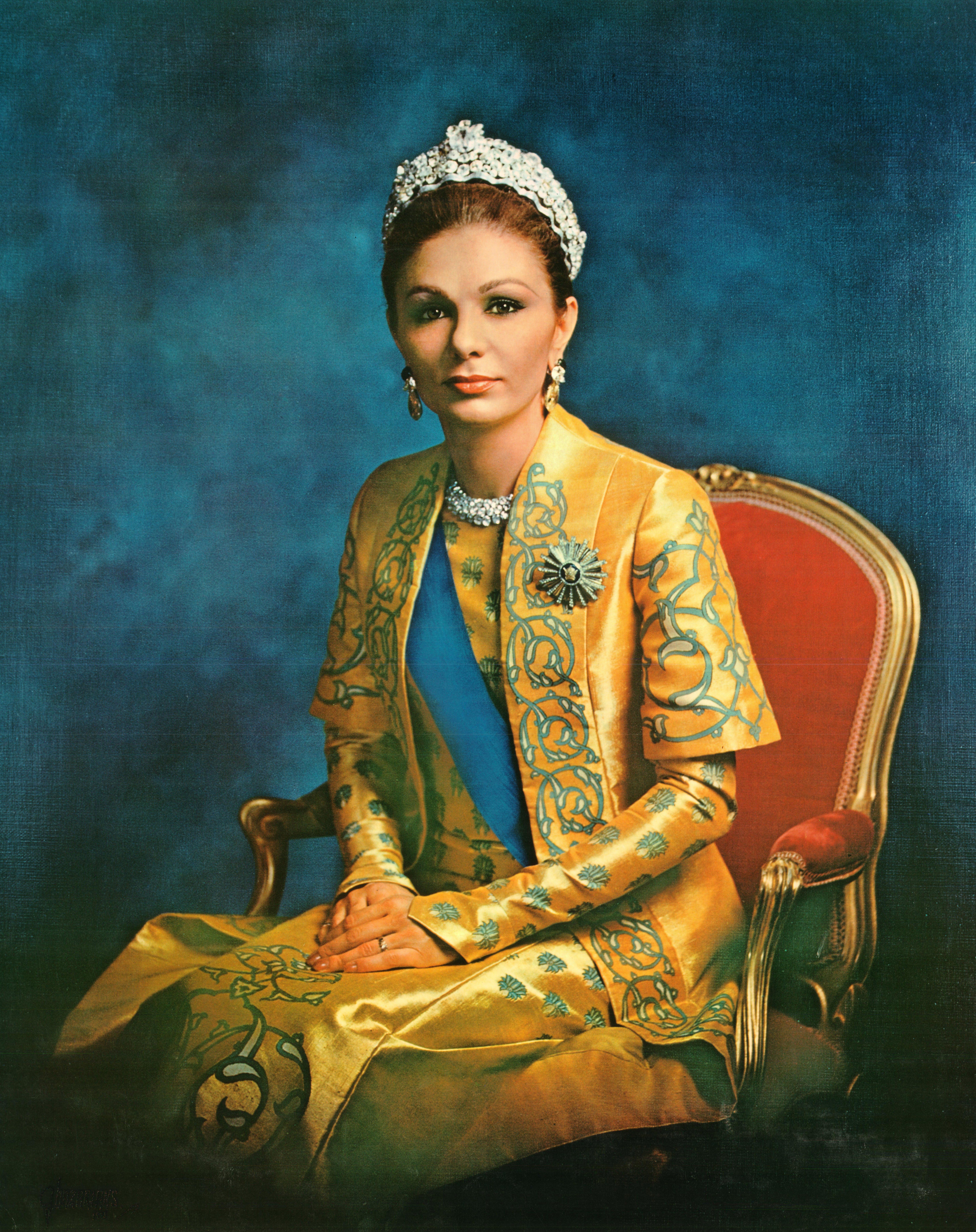
Farah Pahlavi (offizielles Porträt, 1973)

Farah Pahlavi (* 14. Oktober 1938 in Teheran, Kaiserreich Iran; persisch فرح پهلوی, DMG Faraḥ-e Pahlawī, geborene Farah Diba فرح دیبا, DMG Faraḥ-e Dībā) ist die ehemalige Kaiserin von Iran. Sie wurde am 21. Dezember 1959 durch ihre Heirat mit Schah Mohammad Reza Pahlavi zur Königin und am 26. Oktober 1967 durch ihre Krönung zur Kaiserin (Schahbanu).

## Leben

### Kindheit und Schule

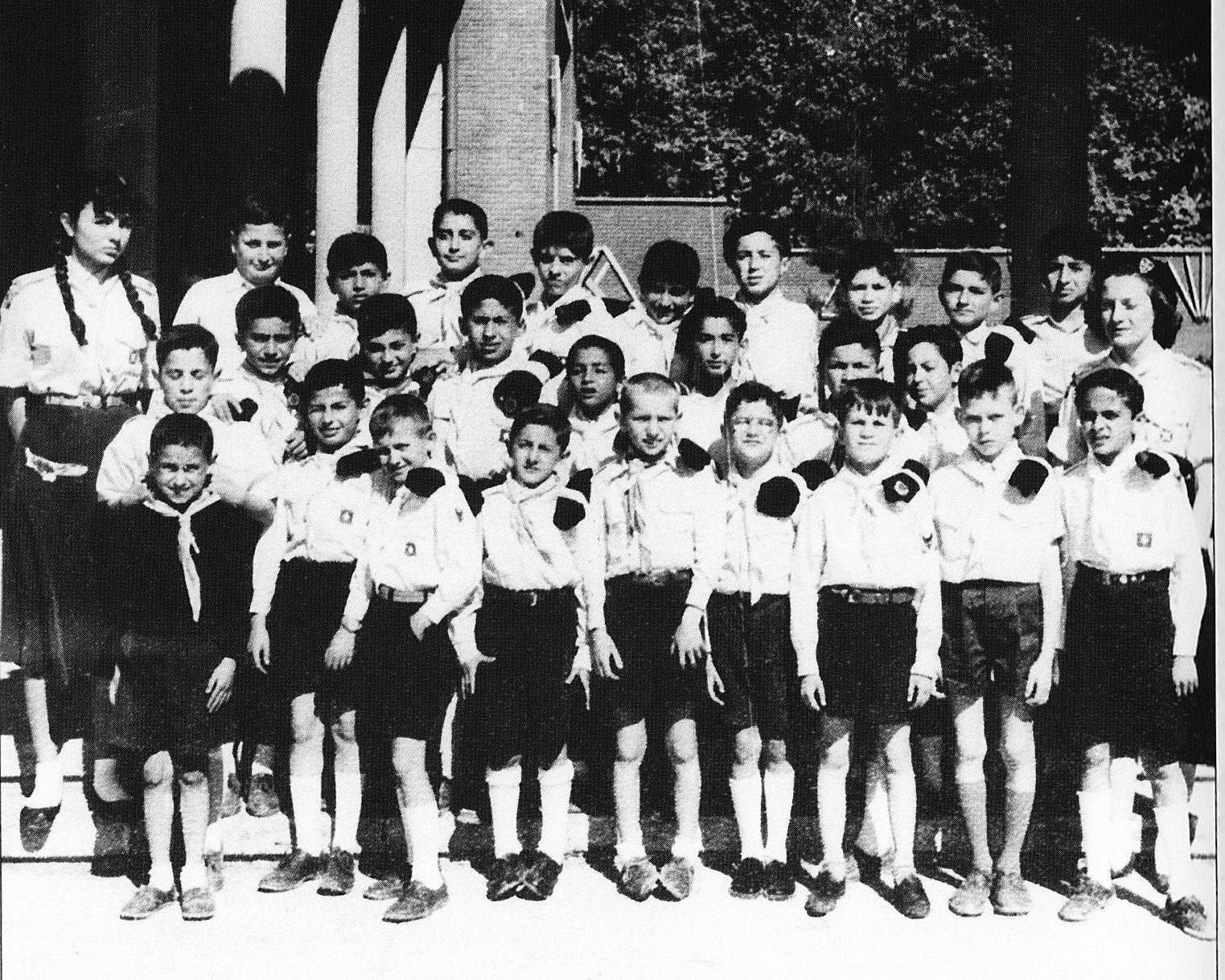
Farah Diba (im Bild links) mit einer Gruppe iranischer Pfadfinder in Paris

Farah Diba wurde am 14. Oktober 1938 als einziges Kind von Sohrab Diba und Farideh Ghotbi geboren. Die Familie ihres Vaters war aserbaidschanischer Herkunft. Ihr Großvater väterlicherseits war persischer Botschafter im Russischen Kaiserreich und im Königreich der Niederlande.
Ihr Vater, Sohrab Diba, begann zunächst eine Ausbildung an der Kadettenschule in Sankt Petersburg (Russland), brach sie nach der Oktoberrevolution 1917 ab und floh nach Frankreich. Dort machte er sein Abitur und studierte Rechtswissenschaften, bis er in die Militärakademie in Saint-Cyr aufgenommen wurde. Nach seiner Rückkehr nach Iran diente er als Offizier in der im Aufbau befindlichen Armee des iranischen Herrschers, Reza Schah. 1948 starb er an Krebs. Ihre Mutter Farideh stammte aus der Provinz Gilan.
Nach dem Tod ihres Vaters wuchs Farah unter der Obhut ihrer Mutter und ihres Onkels Mohammad Ali Ghotbi auf. Zuerst besuchte sie, dem Wunsch ihres Vaters entsprechend, die italienische Schule in Teheran. Später wechselte sie auf die Jeanne-d’Arc-Schule, eine von Nonnen geleitete französische Schule. Im Basketballteam der Schule wurde sie Mannschaftsführerin und gewann in drei aufeinanderfolgenden Jahren die Meisterschaft von Teheran. 1953 wurde Farah Diba iranische Jugendmeisterin im Hochsprung. In der Jeanne-d’Arc-Schule trat sie den Pfadfinderinnen bei. Mit den Pfadfinderinnen unternahm sie 1956 ihre erste Auslandsreise, die sie nach Frankreich führte. Von der Jeanne-d’Arc-Schule wechselte sie in das im Süden Teherans gelegene französischsprachige Razi-Gymnasium, das sie mit dem Abitur als Klassenbeste abschloss.

### Studium, Heirat und Ehe

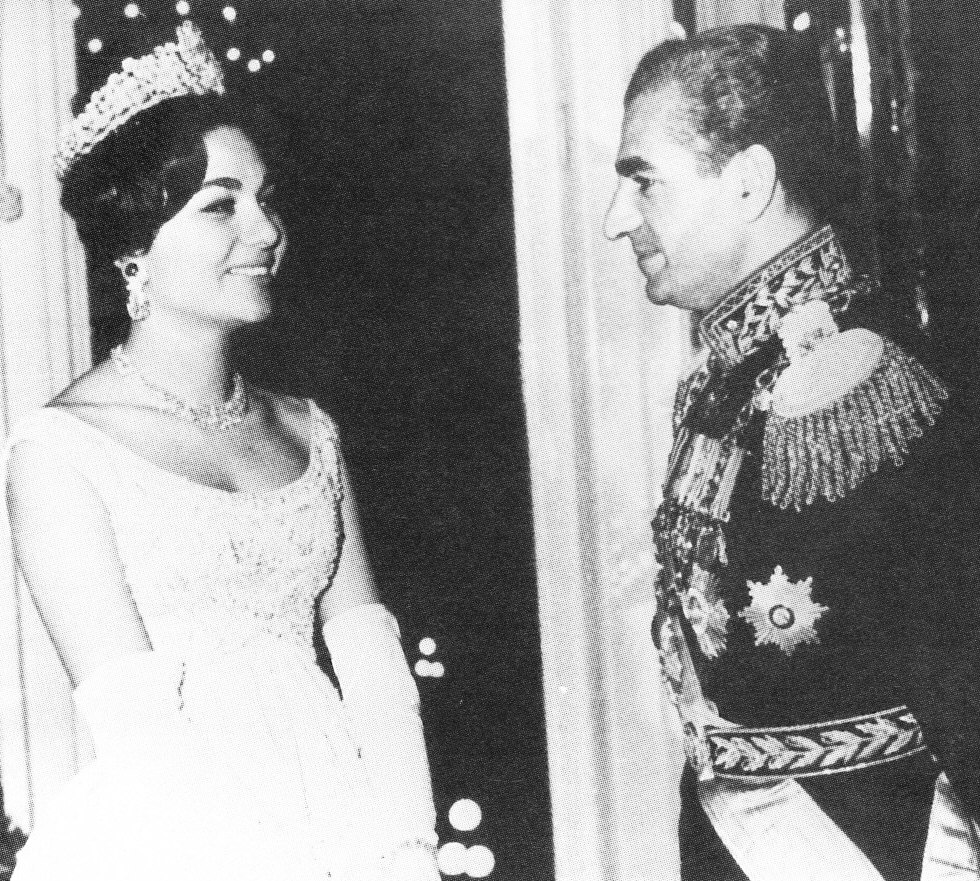
Schah Mohammad Reza Pahlavi und Farah Pahlavi nach der Hochzeitszeremonie, 1959

Zum Studium zog Farah Diba 1957 nach Paris und immatrikulierte sich an der École Spéciale d’Architecture.
Im Frühjahr 1959 begegnete sie erstmals Schah Mohammad Reza Pahlavi, der zu einem Staatsbesuch nach Paris gekommen war. Der iranische Botschafter hatte iranische Studenten in die Botschaft eingeladen, um sie dem Schah vorzustellen, darunter Farah Diba. Nach mehreren Einladungen in den Schah-Palast in Teheran erfolgte am 21. November 1959 die offizielle Bekanntgabe der Verlobung, rund anderthalb Jahre nach der Scheidung des Schahs von Soraya Esfandiary Bakhtiary.
Der Imam Djome vollzog die Hochzeitszeremonie am 21. Dezember 1959 im Marmorpalast. Zehn Monate nach der Eheschließung gebar Farah Pahlavi am 31. Oktober 1960 einen Thronfolger, Cyrus Reza Pahlavi. Aus der Ehe gingen drei weitere Kinder hervor: Farahnaz (* 12. März 1963), Ali Reza (* 28. April 1966; † 4. Januar 2011) und Leila (* 27. März 1970; † 10. Juni 2001).

### Offizielle Aufgaben

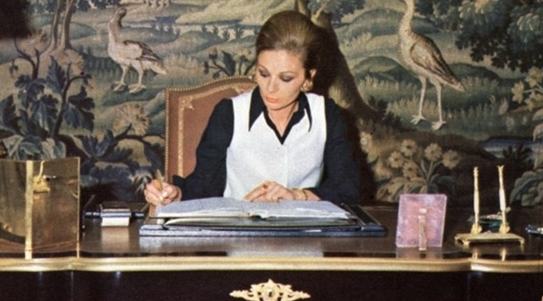
Schahbanu Farah Pahlavi in ihrem Büro

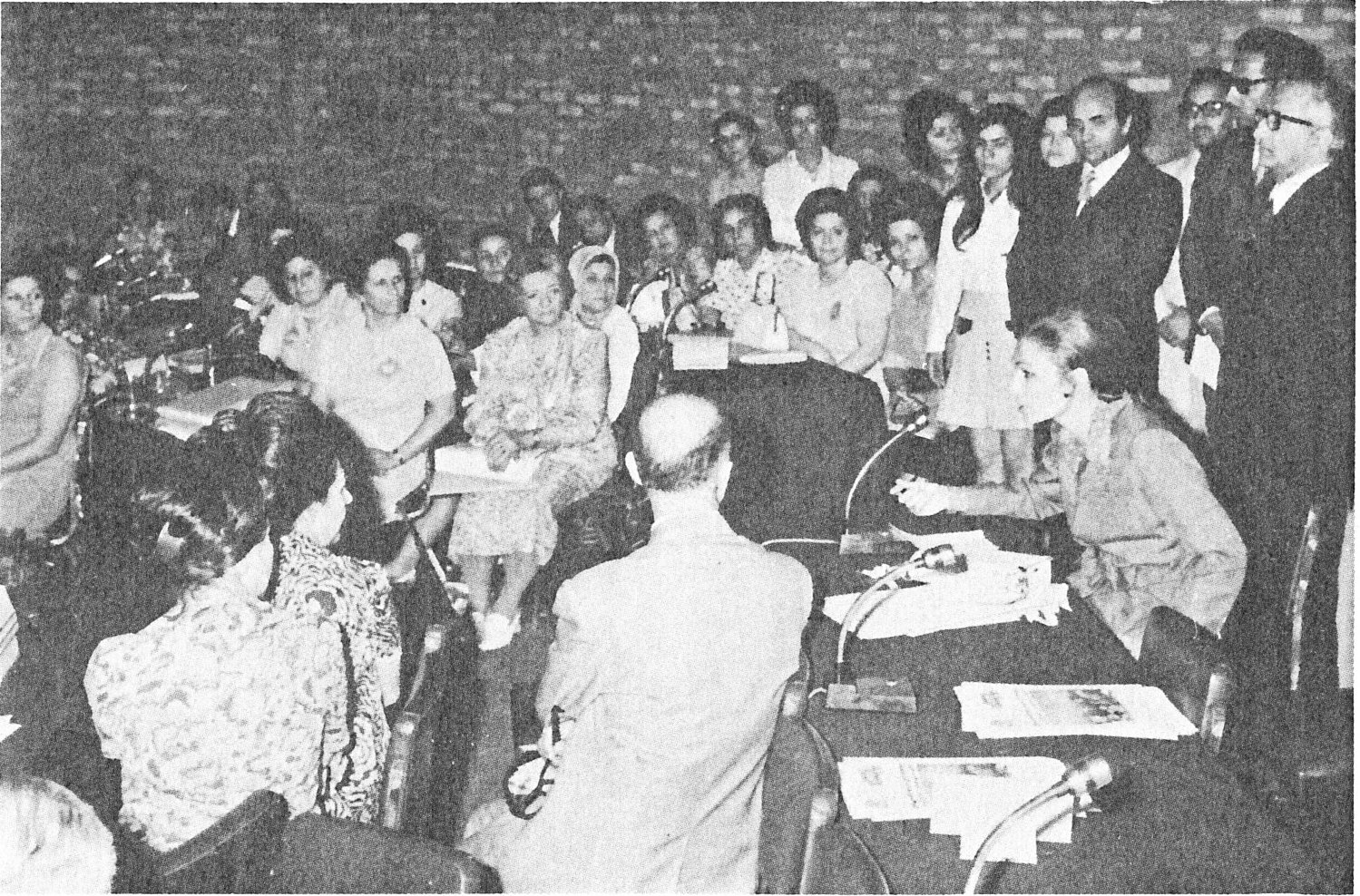
Farah Pahlavi (rechts, zum Mikrofon geneigt) auf einer Konferenz der unter ihrer Schirmherrschaft stehenden Organisationen, 1970

Neben der Erziehung der Kinder übernahm Farah Pahlavi offizielle Aufgaben. Sie stand zahlreichen medizinischen, erzieherischen und sozialen Vereinen sowie Kultur- und Sportvereinen vor. Ihr Hauptaufgabenbereich umfasste das Gesundheitswesen, die Erziehung und Bildung, das Sozialwesen und die Pflege kultureller und historischer Brauchtümer. Sie beschäftigte sich auch mit Fragen der Umwelt und der Entwicklung des traditionellen Handwerks und der ländlichen Kleinindustrie. Neben der Schirmherrschaft bei einzelnen Organisationen und Vereinigungen übernahm Farah Pahlavi den Vorsitz von Stiftungen und staatlichen Gesellschaften, die in den von ihr betreuten Bereichen tätig waren.
Farah Pahlavi unterhielt ein eigenes Büro, das im Lauf der Jahre auf 40 Mitarbeiter anwuchs. Das Büro war in vier Abteilungen gegliedert: Medizin und Gesundheit, Bildung und Erziehung, Kunst und Kultur, soziale Angelegenheiten. Die Finanzierung der einzelnen Projekte erfolgte meist über die Pahlavi-Stiftung von Schah Mohammad Reza Pahlavi, die Farah-Pahlavi-Stiftung, die Nationale Ölgesellschaft (NIOC) und Spenden aus der Industrie und dem Privatsektor.
Farah Pahlavi war auch an den Planungen der 2500-Jahr-Feier der Iranischen Monarchie beteiligt.
Die folgenden Angaben über die Aufgaben der Kaiserin basieren überwiegend auf Veröffentlichungen des Büros Farah Pahlavis aus dem Jahr 1975.

#### Gesundheitswesen

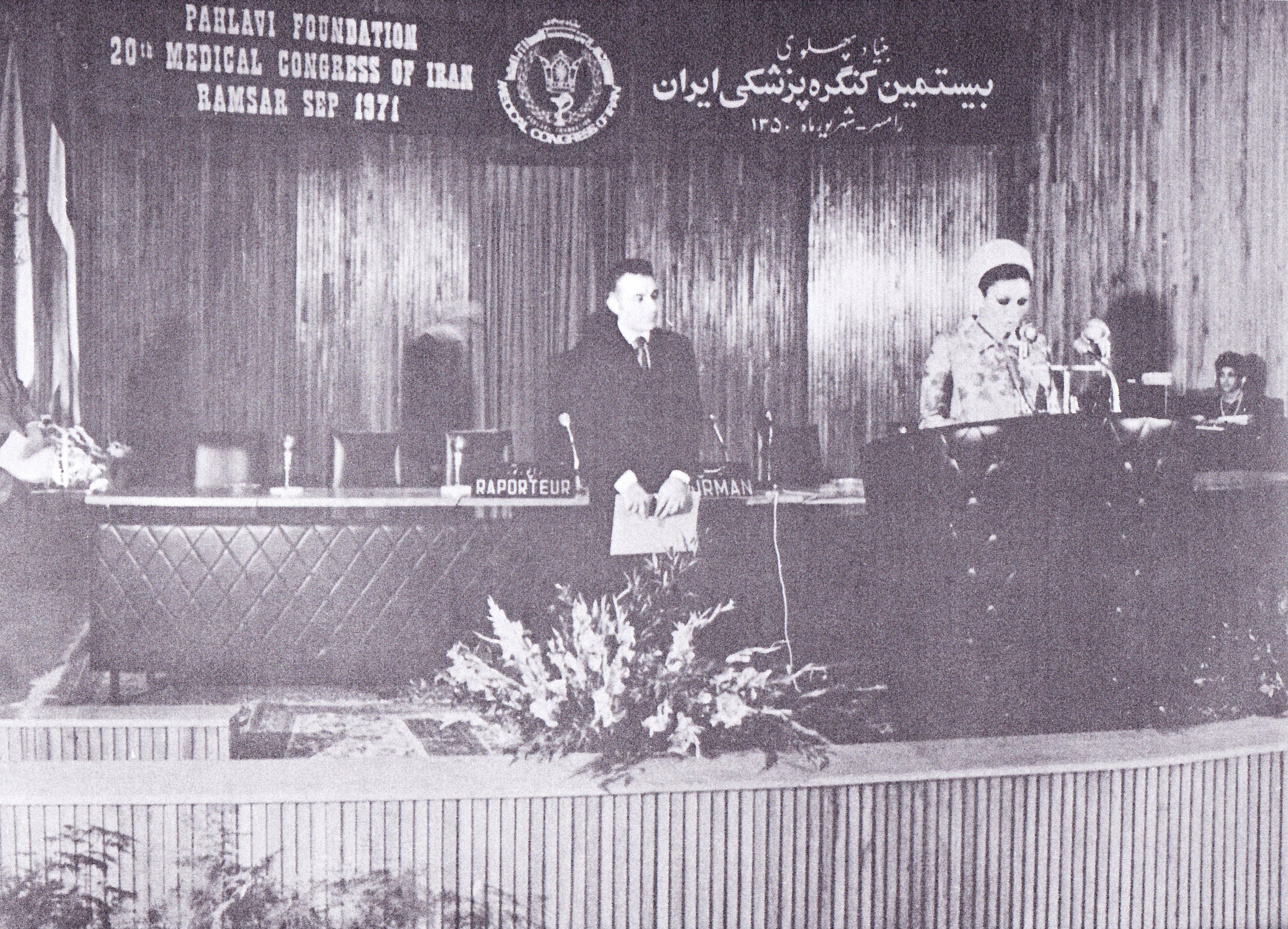
Farah Pahlavi (rechts im Bild) eröffnet den 21. Medizinischen Kongress in Ramsar, 1971

Als eine ihrer ersten Aktivitäten im Gesundheitswesen gilt ihr Engagement für die Leprakranken mit der Gründung des Dorfes Behkadeh Raji im Jahre 1961. Das Dorf wurde als zentrale dörfliche Leprastation gegründet, um den Leprakranken Irans ein menschenwürdiges Leben und eine angemessene medizinische Versorgung zu ermöglichen. Bis zu diesem Zeitpunkt führten die Leprakranken in dezentralen Stationen ein völlig isoliertes Leben und waren medizinisch unzureichend versorgt. Die Empfehlung der Weltgesundheitsorganisation (WHO), geheilte Leprakranke in ihre Dörfer zurückzuschicken, konnte nicht umgesetzt werden, da die Anwesenheit eines wenn auch geheilten Leprakranken die Vertreibung seiner Familie aus der Dorfgemeinschaft bedeutete. In Behkadeh Raji konnten Betroffene mit ihren Familien eine neue Existenz aufbauen. Über dieses Dorf der Leprakranken drehte die Lyrikerin Forugh Farochzad einen Film mit dem Titel Chaneh siah ast („Das Haus ist schwarz“), der 1963 den Großen Preis der Internationalen Kurzfilmtage Oberhausen gewann.
Der 1951 gegründete Kongereh Pezeschki-e Iran („Medizinischer Kongress Irans“) beschäftigte sich mit besonders in Iran auftretenden Krankheiten. Er initiierte Forschungsprojekte und organisierte den Informationsaustausch mit ausländischen Experten. Finanziert wurde die Arbeit des Kongresses von der Pahlavi-Stiftung. Den Vorsitz des Kongresses übernahm Farah Pahlavi. Jedes Jahr versammelte sich der Kongress in Ramsar (Mazandaran). Die medizinische Leitung lag bei vom Kongress gewählten iranischen Ärzten aus staatlichen medizinischen Einrichtungen und der Armee. Der Kongress unterhielt ein technisches Komitee aus Fachärzten, das die medizinischen Programme organisierte und überwachte.
Im März 1963 wurde unter der Schirmherrschaft Farah Pahlavis die Dschamiyat-e Melli-e Mobarezeh ba Saratan („Nationale Gesellschaft zum Kampf gegen den Krebs“) gegründet. Die Gesellschaft errichtete 34 Diagnosezentren mit einem Behandlungsangebot für die ambulante Behandlung von Krebspatienten. Die Zentren waren mit Abteilungen für Zytodiagnostik ausgestattet. Eine dem Gesundheitsministerium zugeordnete Abteilung entwickelte ein Beratungsangebot für die Behandlung von Gebärmutterhalskrebs. In der Teheraner Universität wurde ein Zentrum für Hautkrebs und Schleimhautkrebs errichtet. Darüber hinaus wurde von der Gesellschaft in Teheran eine zentrale Rehabilitationsklinik für Krebskranke errichtet.
1965 wurde unter der Schirmherrschaft Farah Pahlavis die Dschamiyat-e Hemayat Asibdidegan az Suchtegi (Gesellschaft zur Rettung von Brandverletzte) gegründet. Ziel war der Aufbau eines medizinischen Zentrums zur Versorgung von Brandverletzten. Mit den durch die Gesellschaft eingeworbenen Mitteln konnte ein Spezialkrankenhaus als Zentrum zur Versorgung von Brandverletzten gebaut werden. Das Zentrum unterhielt neben einer Abteilung zur Versorgung von Brandverletzten auch eine eigene Forschungsabteilung und eine Abteilung für die Schulung von Erste-Hilfe-Maßnahmen bei Brandverletzungen. Die Gesellschaft errichtete weitere kleinere Krankenhäuser und Abteilungen insbesondere in Städten mit einem hohen Anteil an Industrie. Sie bot im Rahmen der Schwesternausbildung Kurse für die Pflege von Brandverletzten an.
Die Dschamiyat-e Tarafdaran-e Markaz-e Teb-e Kudakan (Gesellschaft zur Förderung der Pädiatrie) wurde im November 1966 unter der Schirmherrschaft Farah Pahlavis auf Anregung der Ärzte Mohammad Gharib und Hasan Ahary gegründet. Gharib und Ahary hatten 1958 den Plan, ein pädiatrisches Zentrum in Iran einzurichten. Mangels finanzieller Möglichkeiten wandten sich beide an Farah Pahlavi, die die Gesellschaft zur Förderung der Pädiatrie gründete, um entsprechende Mittel für den Bau und dauerhaften Betrieb eines pädiatrischen Zentrums einzuwerben. Die Gesellschaft wurde von Vertretern des Gesundheitsministeriums, des Bildungsministeriums, dem Rektor der Universität Teheran und dem Dekan der Medizinischen Fakultät der Universität Teheran geleitet. Das Zentrum besitzt sechs Abteilungen und 150 Betten und ist bis heute Teil der Medizinischen Fakultät der Universität Teheran.
1970 wurde unter der Schirmherrschaft Farah Pahlavis die Bonyad-e Irani Behdascht-e Dschahani (Iranische Stiftung für die Weltgesundheit) gegründet. Ziel der Stiftung war es, die Zusammenarbeit des iranischen Medizinwesens mit der Weltgesundheitsorganisation (WHO) zu koordinieren. Die Stiftung diente auch zur Einwerbung von Spendengeldern von der inländischen und ausländischen Industrie und privaten Institutionen für die Finanzierung von Projekten im iranischen Gesundheitswesen.

#### Kinder- und Jugendhilfe

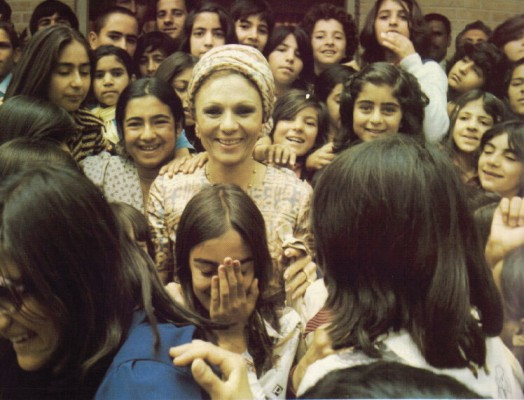
Besuch einer Mädchenschule

Die iranische Kinder- und Jugendhilfe wurde zunächst als rein karitative Tätigkeit verstanden. Erst mit Beginn der 1960er Jahre wurde die Kinder- und Jugendhilfe durch Farah Pahlavi als Teil der Freien Wohlfahrtspflege und als staatliche Aufgabe systematisch ausgebaut. Besonders zu nennen sind hier die Farah-Pahlavi-Stiftung (dschamiyat-e chayriyeh Farah Pahlavi), die Roter-Löwe-mit-Roter-Sonne-Gesellschaft Iran, die Gesellschaft zur Unterstützung von Müttern und Säuglingen (bongah hemayat madaran va nozadan), die Gesellschaft zur Unterstützung von Waisenkindern (Dschamiyat-e Hemayat-e Kudakan-e bi Sarparast) und die Nationale Gesellschaft zur Unterstützung von Kindern (andschoman-e melli-e hemadschat-e kudakan). Farah Pahlavi förderte den Bau von Waisenhäusern für die landesweit fast 10.000 Waisen und gründete die erste Fachschule für Erzieherinnen, um die bisherige notdürftige Versorgung durch ein Erziehungs- und Bildungsprogramm für Waisenkinder zu ersetzen. Um Jugendlichen und Erwachsenen ohne Schulausbildung eine berufliche Perspektive zu verschaffen, wurde 1959 das Zentrum für berufliche Bildung (Kanun-e Kaaramuzi-e Keschvar) unter der Schirmherrschaft von Farah Pahlavi gegründet.

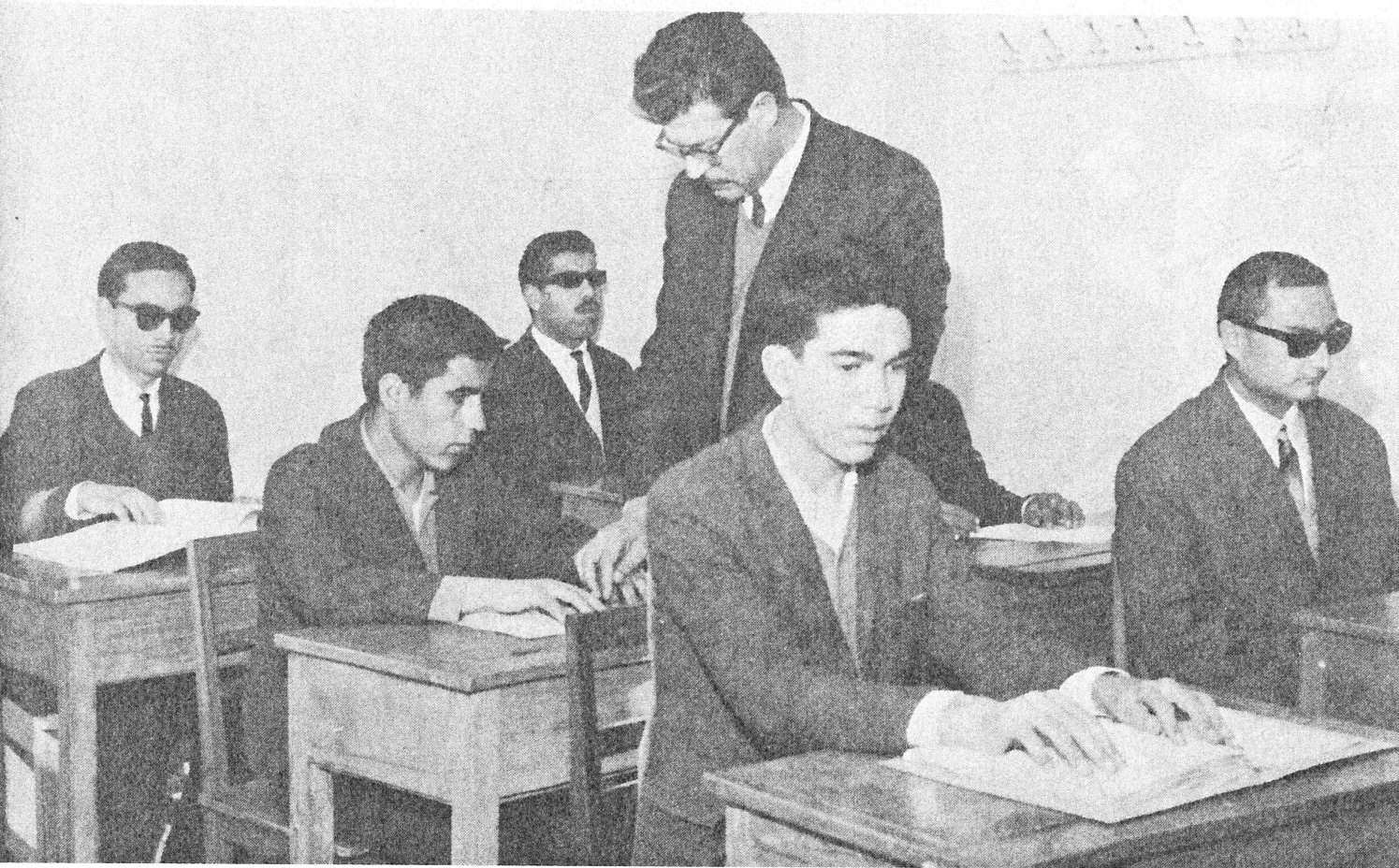
Erwachsene beim Erlernen der Brailleschrift

Die Sasman-e Melli-e Pischahangi Dochtaran („Nationale Organisation der weiblichen Pfadfinder“) wurde 1953 gegründet. Ziel der Organisation war die geistige und physische Entwicklung von Mädchen und jungen Frauen im Alter von 7 bis 20 Jahren nach den Regeln der Pfadfinderbewegung. Die Organisation stand unter der Aufsicht der Nationalen Organisation der Pfadfinder Irans. Als junges Mädchen war Farah Diba Mitglied der Pfadfinderorganisation gewesen. Nach der Heirat mit Mohammad Reza Pahlavi übernahm sie die Schirmherrschaft der weiblichen Pfadfinderorganisation. Die Organisation war Mitglied der Internationalen Pfadfinderbewegung. So fand im Oktober 1976 die 10. Asia-Pacific-Scoutkonferenz und im September 1978 die 23. Weltkonferenz der weiblichen Pfadfinder in Teheran statt.
Im Jahr 1965 wurde die Reza-Pahlavi-Blindenschule (Amuzeschgah-e Nabinayan-e Reza Pahlavi) unter der Schirmherrschaft von Farah Pahlavi gegründet. Diese Schule war sowohl für die Schulausbildung wie für die berufliche Bildung von Blinden verantwortlich. Die Schule war mit einem Wohnheim ausgestattet, in dem für die Hälfte der Schüler eine Wohngelegenheit geboten wurde. Die Schüler wurden direkt von den Familien der betroffenen Kinder, über Rathäuser oder andere karitative Organisationen, wie den Lionsclub, bei der Schule angemeldet. Die Kurse der Schule waren auf die besonderen Fertigkeiten von Blinden ausgerichtet. So wurden neben Kursen zur allgemeinen Schulbildung auch Schreibmaschinen- und handwerkliche Kurse angeboten. Die Schule bot neben einer Ausbildung für Kinder auch Kurse für Erwachsene an.
Die 1956 unter der Schirmherrschaft von Farah Pahlavi gegründete Sportvereinigung für Gehörlose und Stumme (Federation-e Varzeschiy-e Kar va Lalha) widmete sich der sportlichen Ausbildung der Gehörlosen und Stummen. Schwerpunkt waren die Ausbildung im Ringen und Tischtennis. Am 17. August 1969 nahm das iranische Team in Belgrad an den Deaflympics teil.

#### Bildung, Kunst und Kultur
Die von ihr gegründete Vereinigung zur Förderung der intellektuellen Fähigkeiten von Kindern und Jugendlichen (Kanun-e Parvaresch-e Fekri-e Kudakan va no-Dschavanan) begann mit der Entwicklung einer eigenständigen iranischen Kinderbuchkultur durch die Förderung von Buchautoren und Illustratoren, den Bau von Kinderbüchereien und mobilen Bibliotheken, der Gründung eines Wandertheaters, der Entwicklung eines Kinderkulturprogramms mit Kursen in Musik, Schauspiel und Kunsthandwerk sowie einer 8-mm-Kinowerkstatt bis hin zur Gründung eines Kinderfilmfestivals. In diesem Zusammenhang entstand auch das 1968 in Deutschland herausgegebene erste Weltmärchenbuch „Freunde“.
Besonderes Augenmerk wurde von Farah Pahlavi auf die Förderung der persischen Sprache gelegt. So gründete sie 1964 die von Parwiz Natel Chanlari geleitete Bonyad-e Farhang-e Iran (Stiftung für iranische Kultur) und baute die bereits bestehende Bongah-e Tarjomeh va Nashr-e Ketab („Öffentlich-rechtliche Anstalt für Übersetzung und Veröffentlichung von Büchern“) massiv aus.

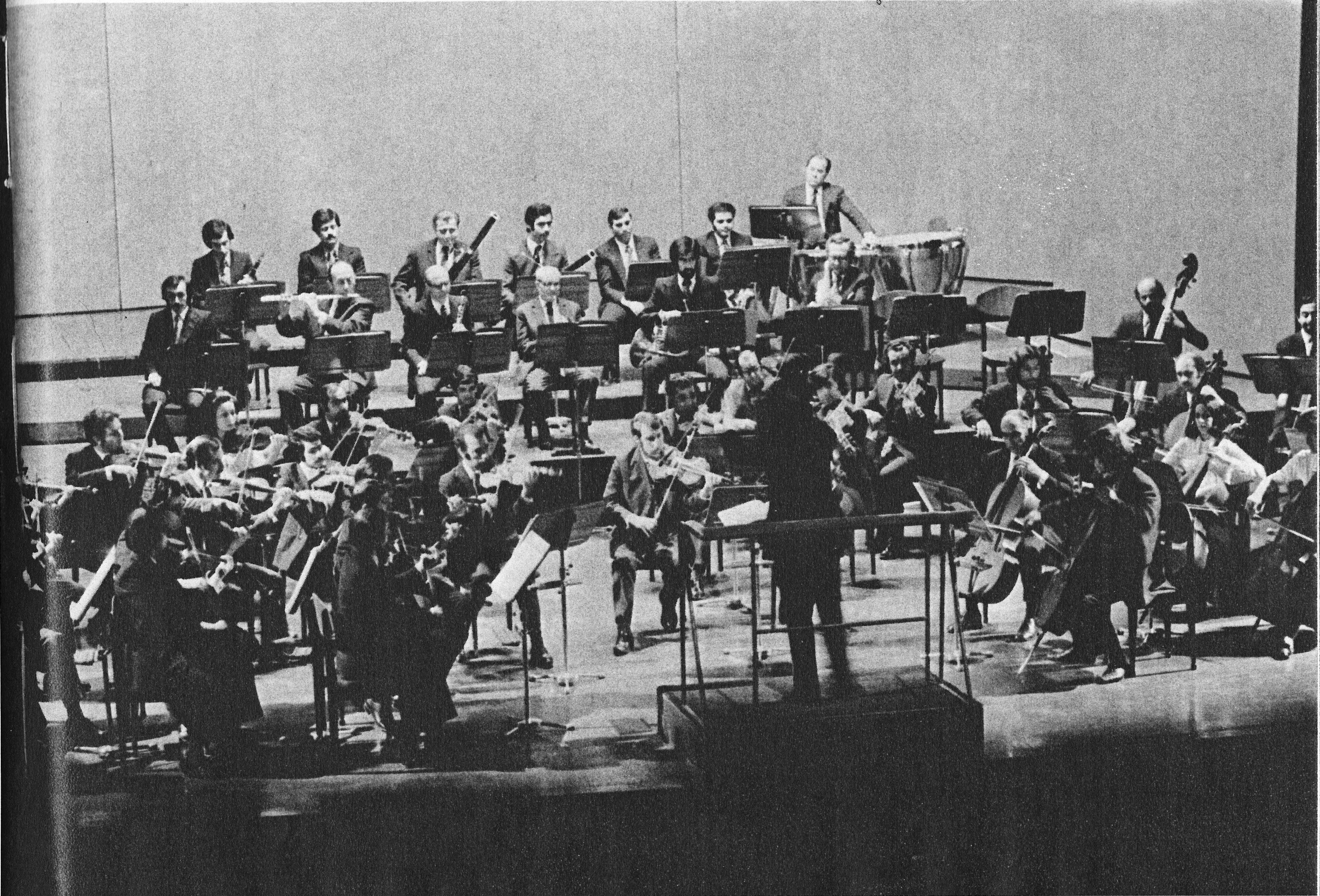
Philharmonisches Orchester Teheran

1963 übernahm Farah Pahlavi die Schirmherrschaft über das 1953 gegründete Anjoman-e Filarmonik Tehran (Philharmonisches Orchester Teheran), was zu einer direkten finanziellen Förderung durch das Büro von Farah Pahlavi führte. Mit diesen Zuwendungen konnte Heshmat Sanjari das Teheraner Philharmonische Orchester von 1963 bis 1972 zu einer ersten Hochblüte führen. In jener Zeit spielte das Orchester mit und unter der Leitung von internationalen Musikern wie Yehudi Menuhin, Zubin Mehta, Isaac Stern oder Herbert von Karajan. Es kam zu einer Trennung von Opernorchester und Sinfonieorchester. Das Orchester gab nicht nur Konzerte in Teheran, sondern auch in Abadan und Schiras. In den späteren 60er-Jahren wurden über 700 Konzerte mit ausländischen und iranischen Dirigenten aufgeführt.
Um die kulturellen Beziehungen zwischen Iran und dem Ausland zu fördern, wurde 1967 die Andschoman-e Melli-e Ravabet-e Farhangi (Nationale Gesellschaft für kulturelle Beziehungen) gegründet. Farah Pahlavi übernahm den Vorsitz der Gesellschaft. Die Gesellschaft lud berühmte ausländische Künstler und Autoren nach Iran ein und finanzierte deren Aufenthalt in Iran durch Stipendien. Besonders gefördert wurden Künstler aus Indien, Mexiko, der Sowjetunion und der Türkei. Iranischen Künstlern finanzierte die Gesellschaft Ausstellungen und Aufführungen im Ausland. Gefördert wurde auch der Aufbau persischsprachiger Buchsammlungen im Ausland.
1967 wurde auf Anregung von Farah Pahlavi das Schiras-Kunstfestival gegründet. Das Schiras-Kunstfestival war das erste und einzige Festival für Moderne Kunst in Iran. Sein Schwerpunkt lag in der Präsentation elektronischer Musik und Avantgarde-Kunst im Bereich Musik, Tanz und Theater. Es fand von 1967 bis 1977 in der Stadt Schiras und vor den Ruinen von Persepolis statt. Das Festival erfuhr weltweite Beachtung. Neben iranischen Künstlern waren auch Künstler aus dem westlichen Kulturkreis wie Iannis Xenakis, Peter Brook, John Cage, Gordon Mumma, David Tudor, Karlheinz Stockhausen und Merce Cunningham vertreten.

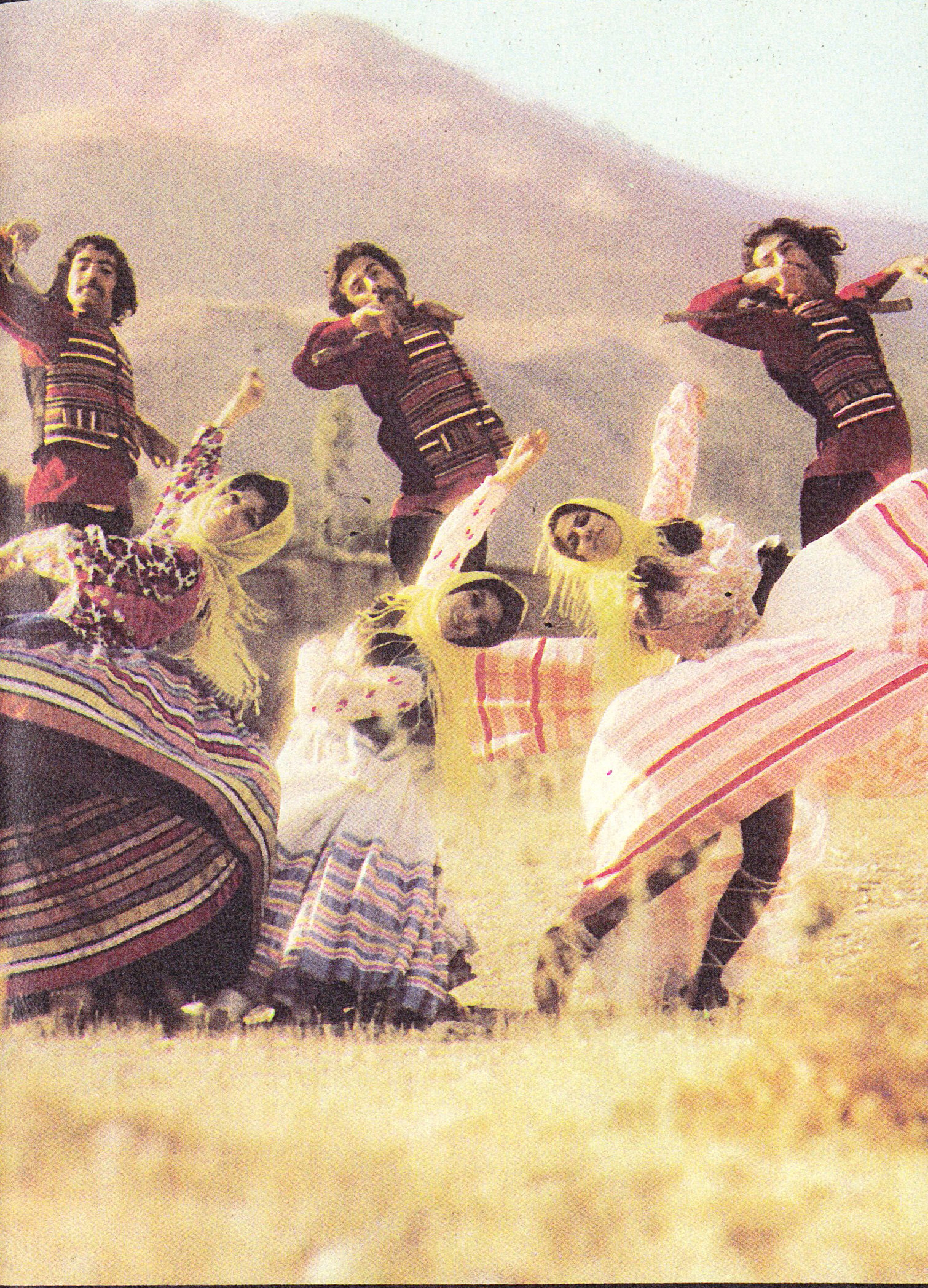
Iranische Volkstanzgruppe

Im Mai 1967 wurde auf Anregung von Farah Pahlavi die Sazeman-e Folklor-e Melli-e Iran („Nationale Organisation für iranische Folklore“) gegründet, um die iranische Volksmusik, die Volkstänze und die Tradition der Dorfkultur zu pflegen. Es wurde eine spezielle Schule für Volksmusik und Volkstanz gegründet, in der die Grundlagen der lokalen und nationalen Tänze und Musik unterrichtet wurden. Die Absolventen wurden in die Grundschulen und Dörfer entsandt, um Kinder in Tanz und Musik zu unterrichten. Nationale Aufführungen fanden in Teheran in der 1968 erbauten Rudaki-Halle und später in allen größeren Städten des Landes statt. An die Schule angegliedert war eine Forschungseinrichtung, die Informationen der Volkskultur, insbesondere Kleidung, Tänze, Musik, Erzählungen und Malerei, sammelten und für den Unterricht auswerteten. Das nationale Ensemble trat auch in der Türkei und in Pakistan auf.
Um Theateraufführungen in Teheran möglich zu machen, wurde 1967 der Bau des Schahr-Theaters von Farah Pahlavi in Auftrag gegeben. Das Theater wurde am 27. Januar 1973 mit dem Stück Der Kirschgarten von Anton Pawlowitsch Tschechow unter der Regie von Arie Avanesian im Beisein des Schahs Mohammad Reza Pahlavi und der Schahbanu Farah Pahlavi eröffnet.

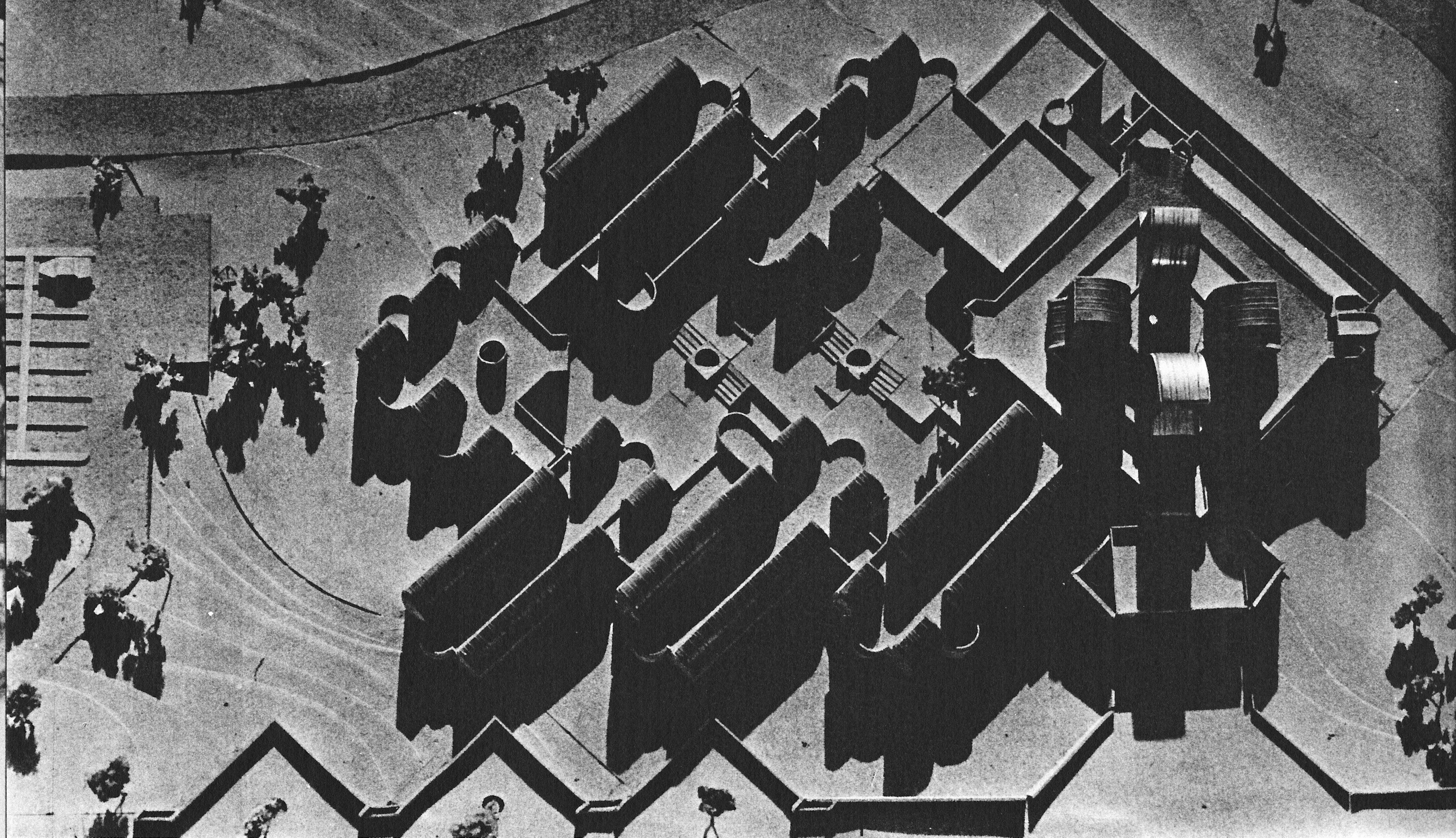
Entwurf des Museums für zeitgenössische Kunst in Teheran

Für Konzerte, Opern- und Ballettaufführungen wurde 1968 auf Initiative von Farah Pahlavi das Opern- und Konzerthaus Talar-e Rudaki (Rudaki-Halle) errichtet. Neben Konzerten iranischer Künstler fanden zahlreiche Aufführung unter Beteiligung international führender Musiker und Dirigenten wie Henryk Szeryng, Claudio Arrau und Herbert von Karajan statt. Es spielten unter anderem auch das Kammerorchester Stuttgart und die Berliner Philharmoniker. Darüber hinaus fanden Opern- und Ballettaufführungen international bekannter Ensembles und Auftritte des Pantomimen Marcel Marceau in der Rudaki-Halle statt.
Am 14. Juli 1975 fand die Eröffnungsveranstaltung des von Farah Pahlavi begründeten Literaturfestivals in Tus in der Geburtsstadt von Abū l-Qāsem-e Ferdowsī statt. Zum einen sollte der Dichter des iranischen Nationalepos Schāhnāme geehrt werden. Zum anderen sollte die Weltöffentlichkeit auf die literarische Tradition des Ortes und des Landes aufmerksam gemacht werden. Das Festival mit seinen parallel stattfindenden literaturwissenschaftlichen Kongressen, seinen Ausstellungen persischer Miniaturmalerei und seinen öffentlichen Aufführungen wurde ein fester Bestandteil unter den in Iran stattfindenden Festivals.
Auf Betreiben Farah Pahlavis wurden zahlreiche Museen in Iran gegründet, darunter das Iranische Teppichmuseum, das Teheraner Museum für Zeitgenössische Kunst und das Iranische Museum für Glas und Keramik.

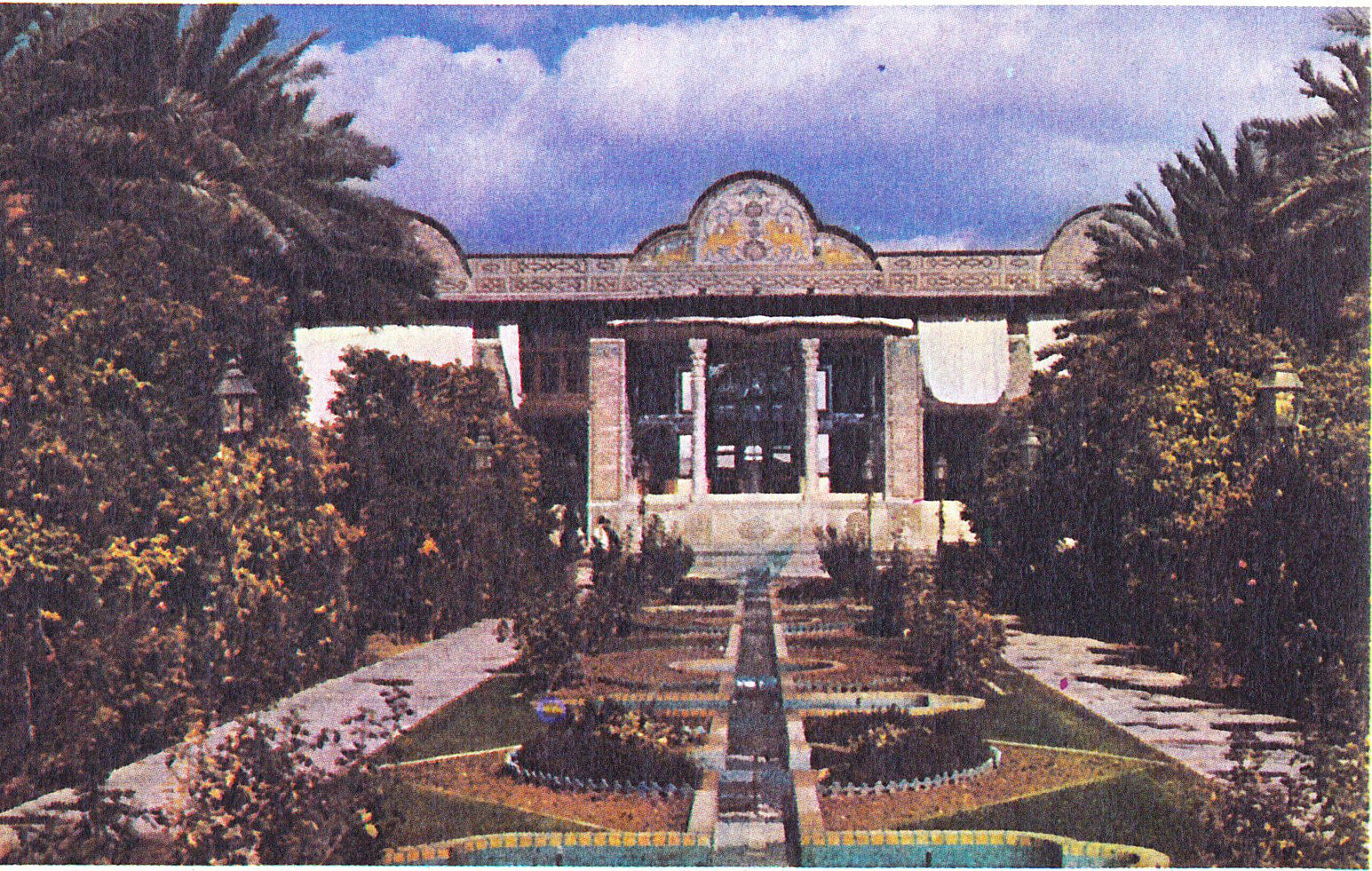
Institut für Asienkunde, Universität Schiras

Das 1925 in New York von Arthur Pope gegründete American Institute for Persian Art and Archaeology wurde 1966 als Institut für Asienkunde (Moaseseh Asiai-e Daneschgah-e Pahlavi Schiraz) an die Pahlavi-Universität Schiras transferiert. Das Institut wurde in einem historischen Gebäude untergebracht, das von Ali Mohammad Khan Qavam al Molk 1888 erbaut worden war und das Schahram Qavam an dem Institut für Asienkunde gestiftet hatte. Das Gebäude gilt als eines der schönsten Gebäude der Kadscharendynastie und liegt einem 3.500 m² großen Zitrusgarten (Narendschestan). Das Büro von Farah Pahlavi übernahm die Restaurierung des Gebäudes und des Gartens und baute es zu einem wissenschaftlichen Institut mit einem Museum (Muzeh Schahram) aus. In dem Gebäude ist die gesamte Bibliothek von Arthur Pope untergebracht, die 10.140 Bücher über persische Geschichte, gesellschaftliche und kulturelle Entwicklung umfasst. Ferner befindet sich in dem Gebäude das Archiv von Arthur Pope mit über 20.000 Fotos und Dias, ein Fotolabor und ein archäologisches Labor.
1973 wurde unter der Schirmherrschaft von Farah Pahlavi die Andschoman-e Schahanschahi-e Falsafeh (Königliche Akademie für Philosophie) von Hossein Nasr gegründet. Die Leitung der Akademie übernahm Hossein Nasr. Weitere Mitglieder waren Ehsan Naraghi, Abdolhossein Zarinkub, Mohsen Foroughi, Nader Naderpour und Seyyed Dschalal Aschtiani.
Am 19. April 1975 wurde die Farah-Pahlavi-Universität gegründet. Die Hochschule lässt als einzige Universität in Iran nur Frauen zum Studium zu.

#### Städtebau

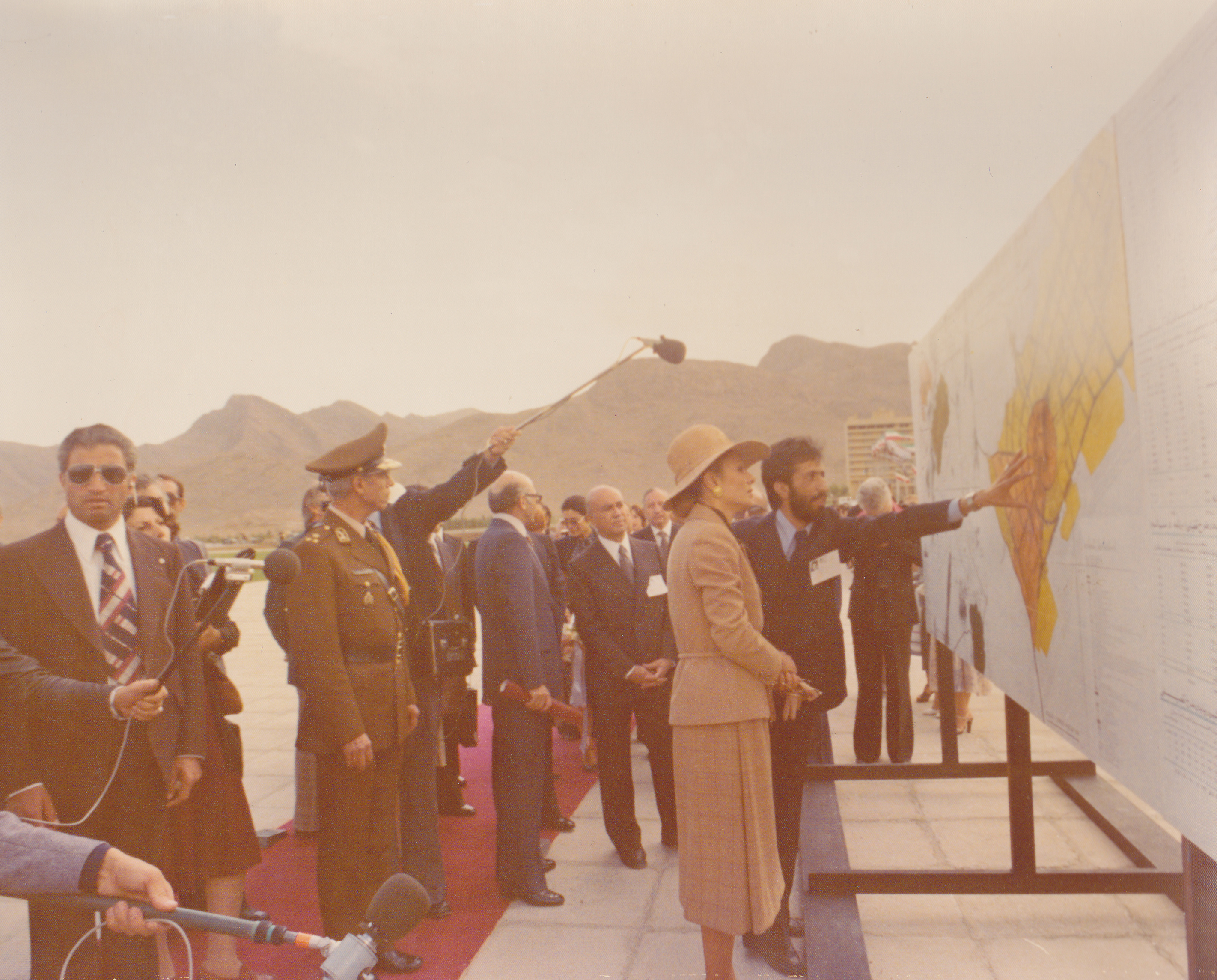
Visite von Farah Pahlavi als Vorsitzende des Rats für Städtebau

Farah Pahlavi war Vorsitzende des 1965 gegründeten Rats für Städtebau Schoraye Aali Schahrsazi, der im Wohnungsbauministerium angesiedelt war. Der Rat hatte die Aufgabe, den Städtebau, die Stadtentwicklung und Stadtverschönerung in Iran zu koordinieren. Ziel war es, die Bautätigkeit in den Städten durch Bebauungspläne in geordnete Bahnen zu lenken. Ein besonderes Augenmerk des Rats lag auf der Erhaltung alter, historischer Gebäude, der Errichtung von Parkanlagen und der architektonisch anspruchsvollen Neugestaltung offizieller Gebäude. So wurde beispielsweise in Teheran der Park-e Farah, der Park SchahanSchahi und der Parke-e Sangi-e Dschamschidieh nach Planungen des Rates für Städtebau angelegt. Auch der Bau des Schahyad-Turmes stand unter der Aufsicht von Farah Pahlavi.

### Inspektionsreisen

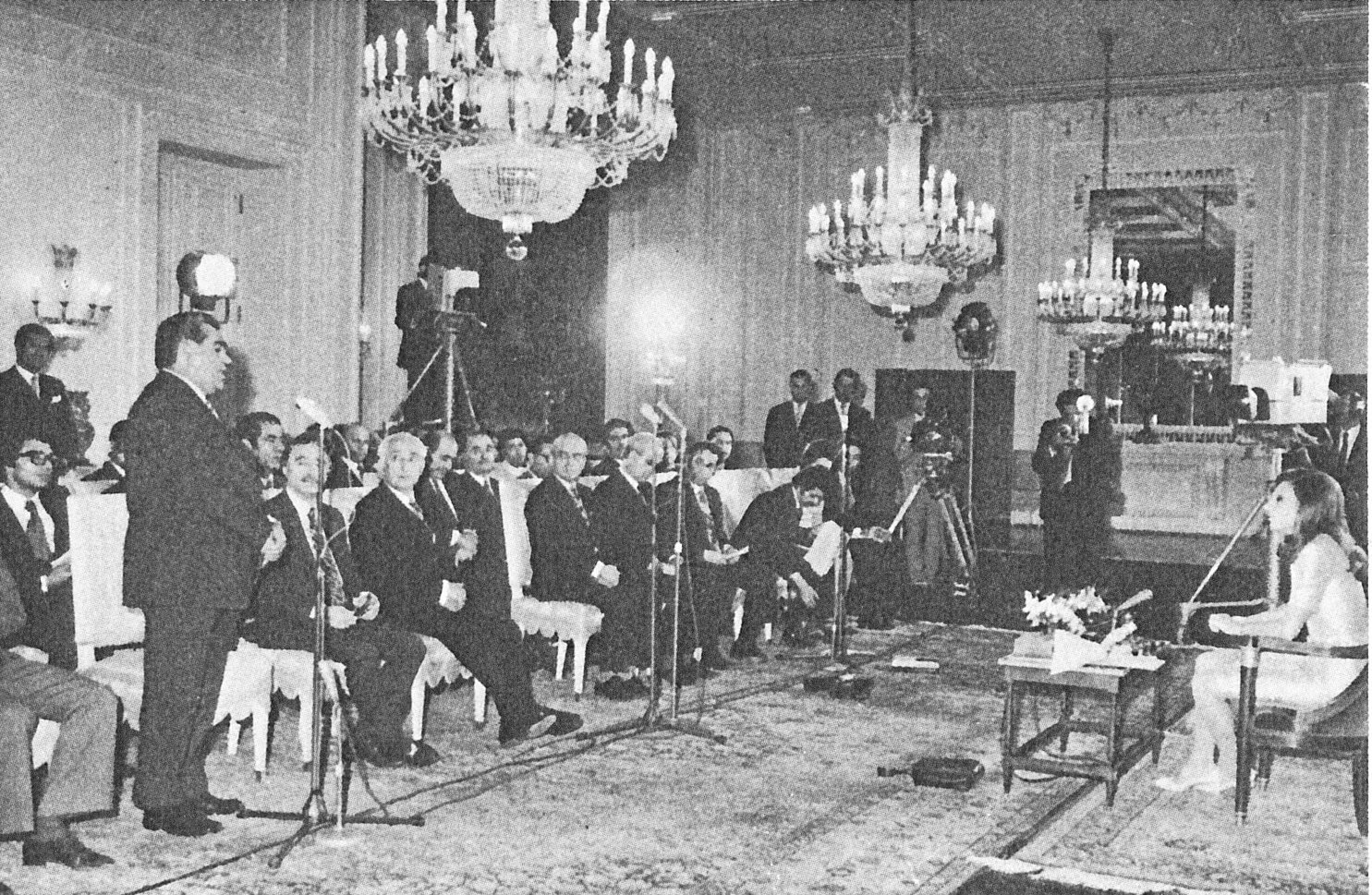
Pressekonferenz von Schahbanu Farah Pahlavi (ganz rechts im Bild) nach der Rückkehr von einer Inspektionsreise nach Kerman

Mehrmals im Jahr unternahm Farah Pahlavi lange Reisen in weit entfernte Provinzen Irans, um sich über den Stand der sozialen und kulturellen Entwicklungsvorhaben zu informieren. Farah Pahlavi wollte aus eigener Anschauung die Bedürfnisse und die Situation der Iraner in allen Provinzen kennenlernen. Bei diesen Reisen sammelte sie Eingaben der Bevölkerung und versuchte, die von der Bevölkerung vorgebrachten Vorschläge in Entwicklungsprojekte umzusetzen.
Die erste Reise unternahm Farah Pahlavi nach der Geburt ihres dritten Kindes nach Sistan und Belutschistan im Dezember 1965. Ihre nächste Reise führte sie im Oktober 1966 in die Provinz Hormozgan am Persischen Golf. Nach ihrem Besuch wurden die alten Zisternen und Wasserspeicher durch eine moderne Wasserversorgung ersetzt. Die alten Speichergebäude wurden nicht abgerissen, sondern sorgfältig renoviert und in Museen, Kunsthandwerkstätten, Theater, Geschäfte, ein Aquarium und Bibliotheken umgebaut. In Bandar Abbas wurde ein neues Fernsehgebäude im Stil der lokalen Architektur errichtet, das später einen Architekturpreis der Aga-Khan-Stiftung erhielt. Planung und Koordination hatte das Büro von Farah Pahlavi übernommen.
1973 besuchte Farah Pahlavi Buschehr in der gleichnamigen Provinz, um dem Beginn der Planungsarbeiten zum Bau des ersten iranischen Atomkraftwerks beizuwohnen. In der Provinz Kerman wurden von dem Büro von Farah Pahlavi 112 Entwicklungsprojekte betreut.

### Staatsbesuche

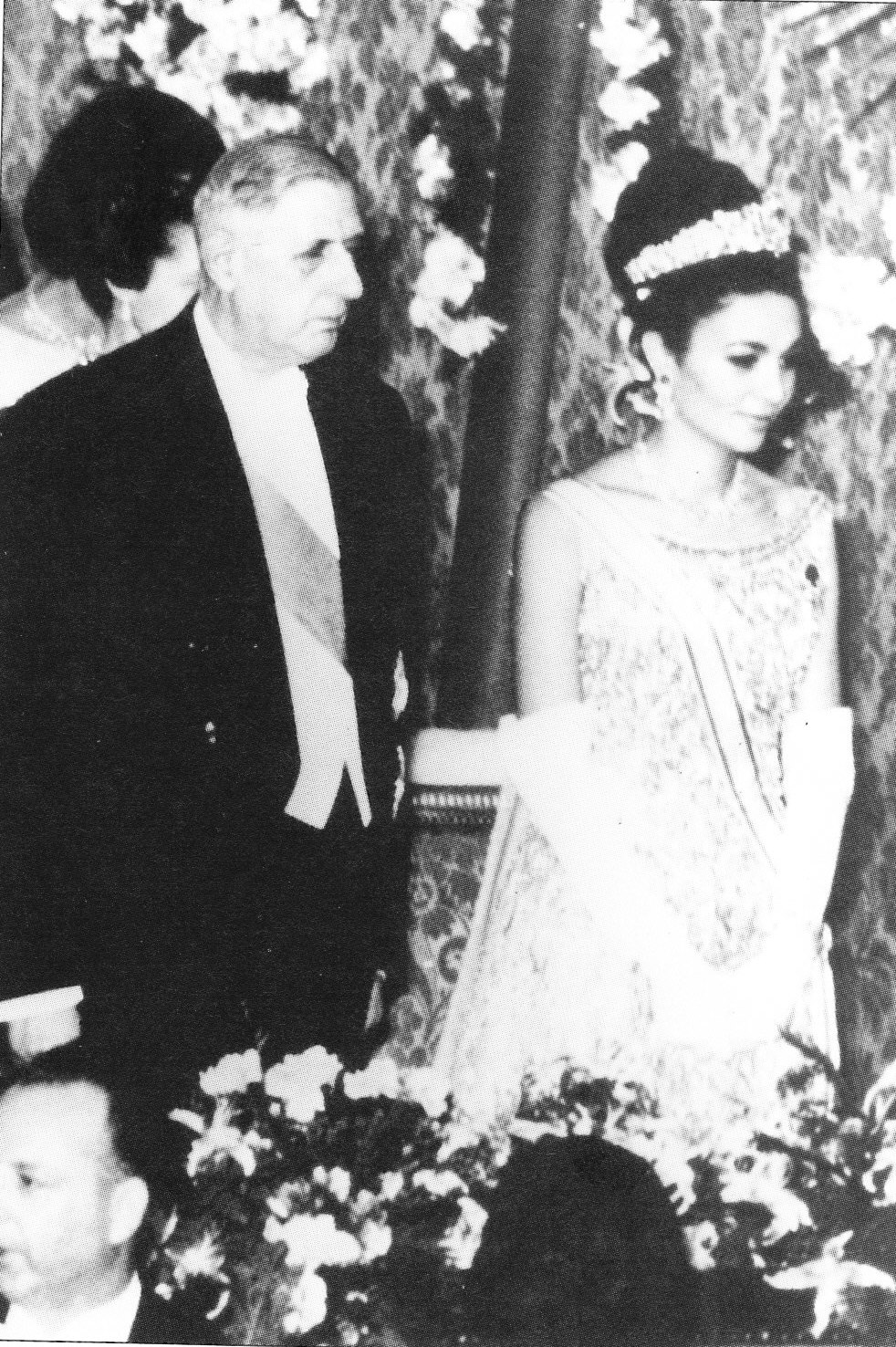
Farah Pahlavi und de Gaulle, Frankreich, 1961

In der Regel begleitete Farah Pahlavi den Schah auf Staatsbesuchen, so wie sie auch bei Besuchen von Staatsgästen in Iran meist zugegen war. 1961 besuchten der Schah und Farah Pahlavi im Mai Schweden und im Oktober Präsident Charles de Gaulle in Frankreich. Bei dieser Gelegenheit eröffnete Farah mit André Malraux in Paris eine Ausstellung über 7.000 Jahre iranische Kunst und legte den Grundstein für ein Wohnheim iranischer Studenten in Paris. 1962 reisten der Schah und Farah Pahlavi in die USA zu Präsident John F. Kennedy.

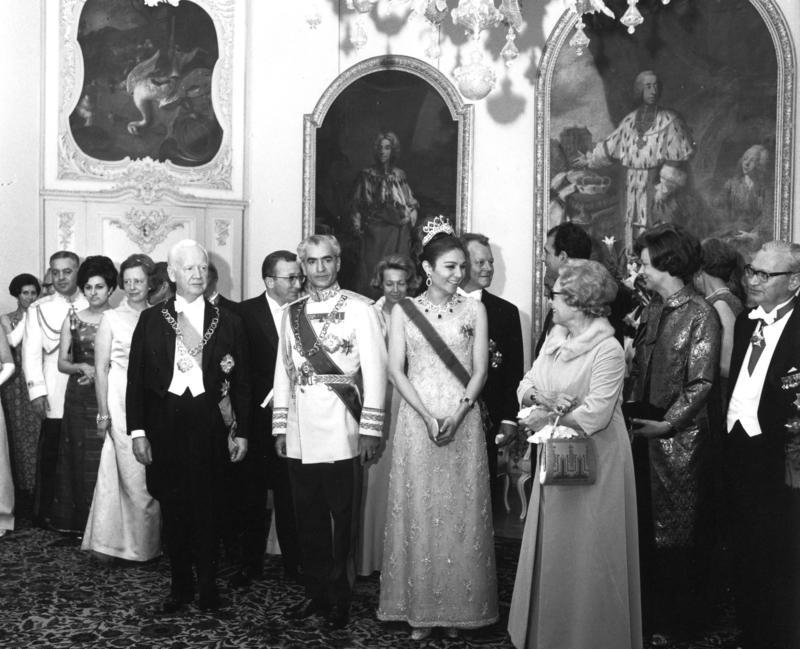
Der Schah mit Kaiserin Farah Pahlavi, Deutschland, 1967; links und rechts des Kaiserpaars Bundespräsident Lübke und seine Ehefrau Wilhelmine

Mitte Mai 1965 unternahmen der Schah und Farah eine Reise nach Südamerika, die mit einem Staatsbesuch in Brasilien begann und mit dem Besuch einiger lateinamerikanischer Staaten fortgesetzt wurde. Auf der Rückreise über Kanada besuchten der Schah und Farah Ende Mai General De Gaulle in Paris.

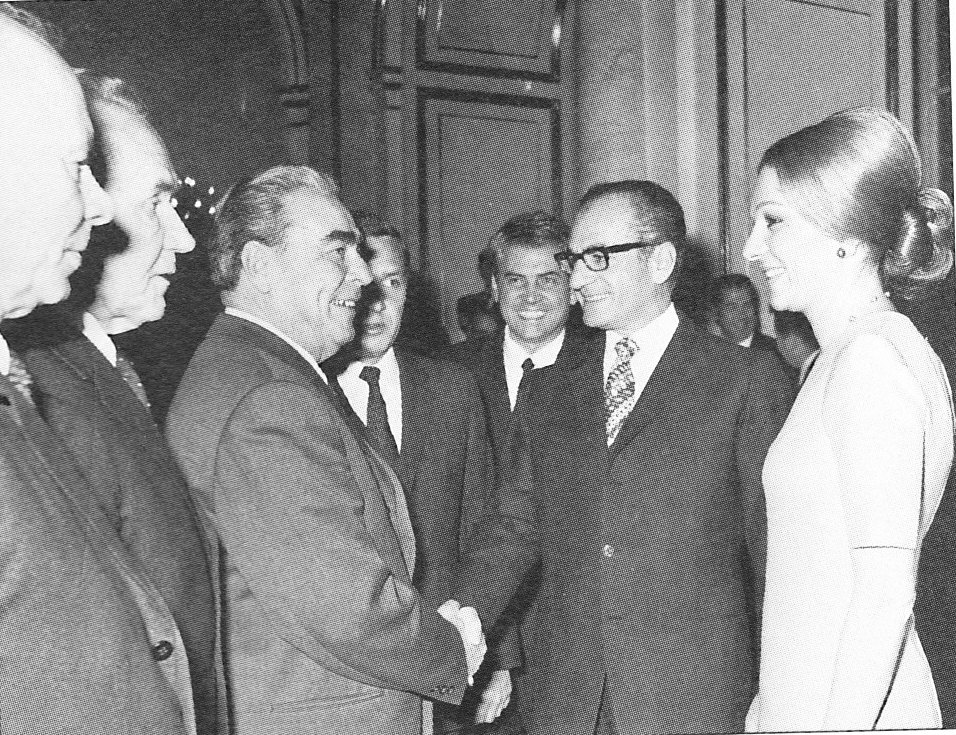
Beim Staatsbesuch in Moskau 1970: das iranische Kaiserpaar mit Breschnew (Dritter von links)

1967 stand ein Besuch in der Bundesrepublik Deutschland an. Vor diesem Staatsbesuch hatte die Journalistin und spätere Terroristin Ulrike Meinhof in einem offenen Brief an Farah Diba auf das Elend in Iran aufmerksam gemacht. Mit diesem Schreiben reagierte Meinhof auf einen Artikel in der Zeitschrift Neue Revue, in dem Farah Pahlavi ihr Land von einer schöneren Seite gezeichnet hatte. Bei Demonstrationen im Verlaufe des Staatsbesuchs kam es am 2. Juni 1967 zu gewalttätigen Ausschreitungen zwischen Demonstranten, iranischen Sicherheitskräften und deutscher Polizei in West-Berlin, bei denen der Student Benno Ohnesorg von dem Polizisten und Stasi-Agenten Karl-Heinz Kurras erschossen wurde. Am 7. Juli 1967 folgte ein Staatsbesuch in Ankara in der Türkei.

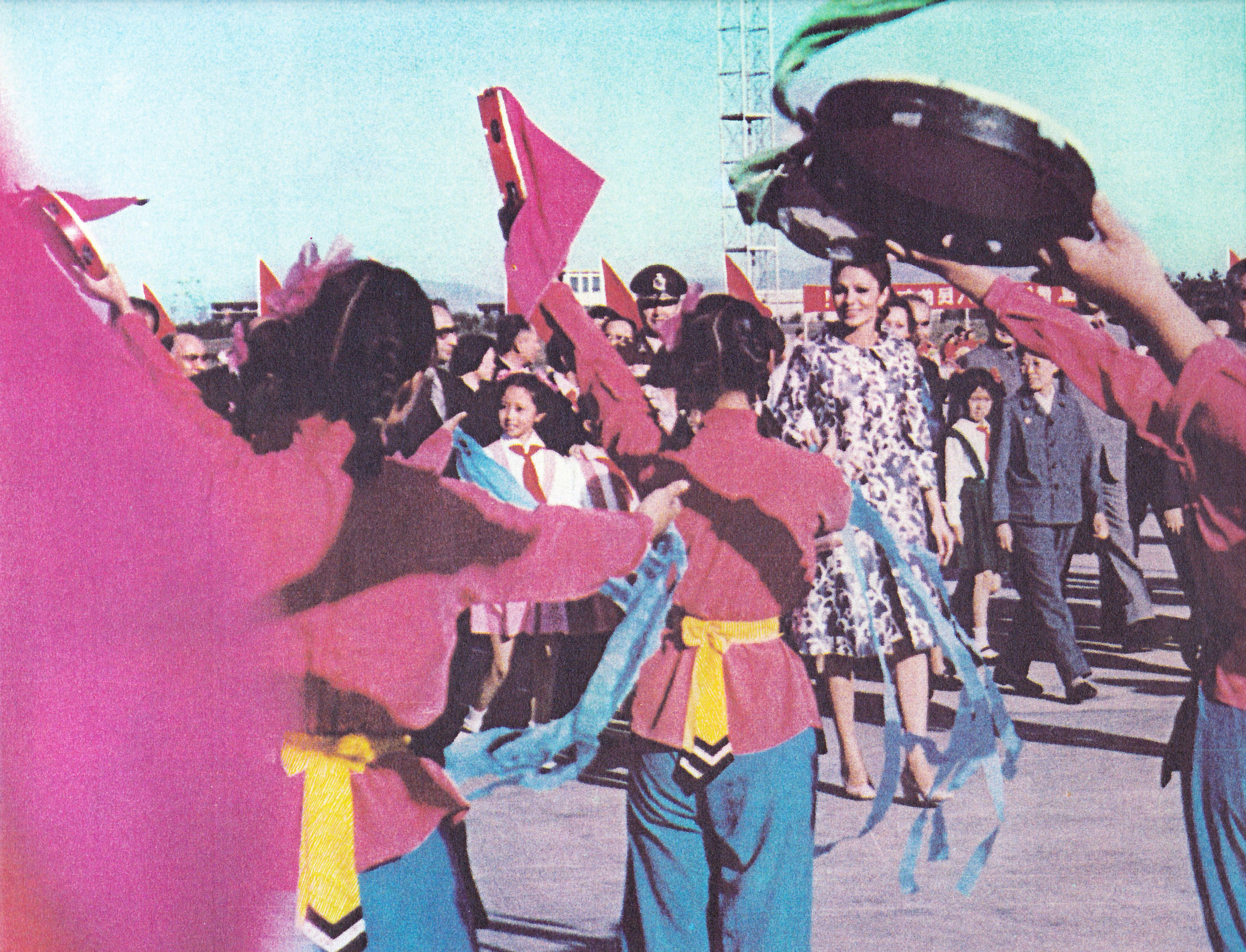
Schahbanu Farah Pahlavi beim Staatsbesuch in China, 1972

Im Jahr 1968 wurden der Schah und Farah Pahlavi ein weiteres Mal von Präsident Charles de Gaulle in Frankreich empfangen. Von 24. September bis 5. Oktober 1968 begaben sich der Schah und Farah Pahlavi auf einen Staatsbesuch in die Sowjetunion. Vor ihrer Reise in die Sowjetunion hatten sie den US-Präsidenten Lyndon B. Johnson in Washington getroffen.
Am 25. April 1969 eröffnete Farah Pahlavi mit André Malraux das Iran-Haus, ein iranisches Kulturinstitut, an der Avenue des Champs-Élysées in Paris. Das Iran-Haus ist auch heute noch geöffnet und beherbergt ein iranisches Restaurant.
Im Juli 1970 besuchten der Schah und Farah Pahlavi mehrere europäische Staaten, darunter Frankreich, Finnland, die Niederlande und Belgien. 1971 folgte ein Besuch in Kanada. Am 28. Juni 1971 wurde Farah Pahlavi vom französischen Präsidenten Georges Pompidou in Paris empfangen. Am 28. Oktober 1970 besuchten der Schah und Schahbanu Farah Pahlavi Generalsekretär Leonid Iljitsch Breschnew in der Sowjetunion. Ergebnis des Besuches war ein Abkommen über den Bau einer Gaspipeline zwischen Iran und der Sowjetunion, um die südlichen Teilrepubliken der Sowjetunion mit iranischem Gas zu versorgen.
Am 17. September 1972 trafen der Schah und Schahbanu Farah Pahlavi mit Zhou Enlai in China zusammen, nachdem zuvor Präsident Richard Nixon im Februar 1972 China besucht hatte. Im Juli 1973 trafen der Schah und Farah Pahlavi mit Präsident Nixon in den USA zusammen. 1974 besuchten der Schah und Farah Pahlavi auf ihrer ersten offiziellen Auslandsreise nach Südostasien Singapur, Australien und Neuseeland. Es folgte noch im selben Jahr ein Staatsbesuch bei Präsident Giscard d’Estaing in Frankreich. Bei diesem Besuch wurde Einigkeit über die Zusammenarbeit auf dem Gebiet der friedlichen Nutzung der Kernenergie erreicht.
1976 fuhr Schahbanu Farah Pahlavi in den Senegal. Dort legte sie den Grundstein für den Bau einer Raffinerie, die mit Unterstützung Irans erbaut wurde. Vom 14. bis 18. November 1977 begleitete Farah Pahlavi auf ihrer letzten offiziellen Auslandsreise den Schah in die USA zum Treffen mit Präsident Jimmy Carter. Jimmy Carter hat diesen Besuch bereits zum 31. Dezember 1977 in Teheran erwidert und dabei seine berühmt gewordene Ansprache gehalten, bei der er Iran als eine „Insel der Stabilität“ bezeichnete.

### Titulare Aufwertung und Krönung zur Kaiserin

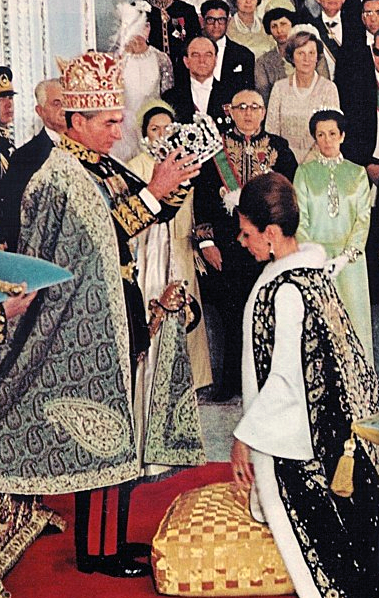
Krönung von Farah Pahlavi, 1967

Seit der Hochzeit mit dem Schah trug Farah offiziell den Titel Malekeh, ein Wort arabischen Ursprungs mit der Bedeutung „Königin“. Mit Dekret vom 20. März 1961 verlieh der Schah ihr den neuen Titel Schahbanu (dt.: „Gemahlin des Schahs“). Das Wort „Schahbanu“ hat persische Wurzeln und stammt aus der persischen Literatur und Geschichte. Die Entscheidung für die Schaffung dieses neuen Titels hatte zwei Gründe. Zum einen sollte der Titel die iranische Identität der Herrscherin betonen. Zum anderen sollte mit dem neuen Titel die Stellung der Frau in der iranischen Gesellschaft allgemein aufgewertet werden.
Am 23. August 1967 wurde von einer neu gewählten, verfassungsgebenden Versammlung eine Verfassungsänderung verabschiedet, mit der die Thronfolge neu geregelt wurde. Das Mindestalter, mit dem der Kronprinz die Nachfolge des Schahs antreten konnte, wurde auf 20 Jahre festgelegt. Hat der Kronprinz dieses Alter noch nicht erreicht, wird Farah Pahlavi Regentin bis zur Volljährigkeit des Kronprinzen. Diese Verfassungsänderung kam einem Paradigmenwechsel in der persischen Gesellschaft gleich.
Am 26. Oktober 1967, seinem 48. Geburtstag, krönte Mohammad Reza Pahlavi seine Ehefrau Farah Pahlavi. Für Farah wurde eigens eine neue Krone angefertigt. Mit der Krönung wurde Farah Pahlavi von Schah Mohammad Reza Pahlavi nach der iranischen Verfassung die Stellung des Nayeb-al-Saltaneh (Vizekönig) verliehen. Dies bedeutete, dass sie in der Abwesenheit des Schahs seine Position einnehmen und an seiner Stelle handeln konnte.
Nach der bisherigen offiziellen Arbeit, die Farah Pahlavi bis zu diesem Zeitpunkt geleistet hatte, war es für Schah Mohammad Reza Pahlavi erwiesen, dass seine Frau Farah diese Position gleichberechtigt einnehmen konnte. Mit der Krönung von Farah Pahlavi sollten alle iranischen Frauen und ihre Leistung beim Aufbau des Landes geehrt werden. Auch ihre Stellung in der iranischen Gesellschaft sollte gleichberechtigt neben der Stellung des Mannes sein.

### Neues Familienrecht
Am 24. Oktober 1967 wurde von Senator Manuchehrian ein neues Familiengesetz in den Senat eingebracht, an dessen Vorbereitung Aschraf Pahlavi, die Zwillingsschwester des Schahs, und Farah Pahlavi beteiligt waren. Mit diesem Gesetz wurden den Frauen Irans umfangreiche Rechte zugestanden, unter anderem jederzeit eine Scheidungsklage einzureichen. Den Männern wurde umgekehrt das Recht genommen, sich ohne Gerichtsverfahren nach eigenem Gutdünken von ihrer Frau per religiösem Entscheid scheiden zu lassen. Dem Mann wurde die nach den religiösen Gesetzen des Landes mögliche Heirat einer zweiten Frau untersagt, solange nicht die gerichtlich bestätigte Einverständniserklärung der ersten Frau vorlag und solange er nicht glaubhaft nachweisen konnte, dass er beide Frauen gleichberechtigt versorgen konnte. Völlig neu war die Möglichkeit für das Familiengericht, bei einer Scheidung das Sorgerecht für die Kinder der Mutter zuzusprechen, wenn dies das Wohl der Kinder erforderte. Bis dato ging das Sorgerecht bei einer Scheidung automatisch an den Mann. Ferner konnte das Gericht die Höhe der vom Mann zu leistenden Unterhaltszahlungen festlegen.
Um das islamische Rechtsverständnis zu wahren, nach dem eine Ehe lediglich ein Vertrag zwischen Mann und Frau ist, der das gemeinsame Eheleben regelt, mussten nach dem neuen Familiengesetz bestimmte Versorgungsregelungen nach einer Scheidung zwingend in den Ehevertrag aufgenommen werden. Damit war ein vertraglicher Ausschluss von Unterhaltszahlungen nach einer Scheidung unmöglich geworden. Chomeini, zu dieser Zeit in Nadschaf, widersprach heftig diesem Gesetz:

„Das illegale Parlament hat neulich ein Gesetz verabschiedet, das offiziell als Gesetz zum Schutze der Familie bezeichnet wird. Seine Absicht ist aber, die Familie eines Moslems zu zerstören. Das Gesetz ist gegen den Islam gerichtet, und sowohl die Gesetzgeber als auch diejenigen, die dieses Gesetz anwenden, sind Sünder und verstoßen gegen die Scharia.“

### Sturz des Schahs

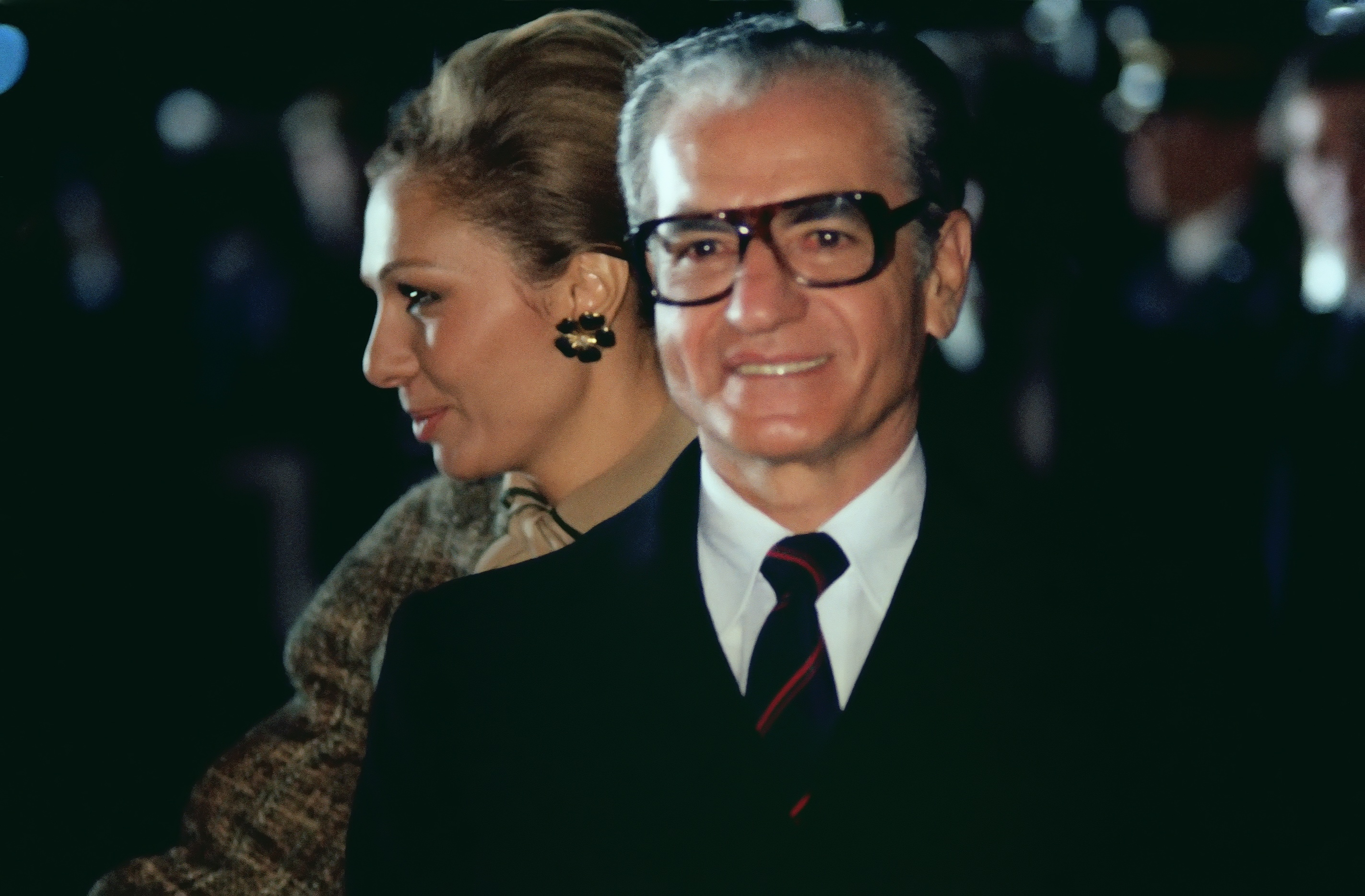
Schah Mohammad Reza Pahlavi mit Schahbanu Farah Pahlavi im November 1977

Das Jahr 1978 brachte eine Wende in der politischen Auseinandersetzung mit den Gegnern des Schahs. Mohammad Reza Pahlavi hatte bereits 1977 eine Politik der Liberalisierung eingeleitet, die als „Öffnung des politischen Raumes“ bezeichnet wurde.
Im August 1978 nutzte die islamistische Opposition auf besondere Weise die Öffnung des politischen Raumes. Am 19. August 1978 erfolgten 28 Brandanschläge auf die Kinos des Landes, die Chomeini als Zentren der Prostitution gegeißelt hatte. Bei dem Brandanschlag auf das Cinema „Rex“ in Abadan gab es über 400 Tote. Schahbanu Farah Pahlavi wollte sich umgehend nach Abadan begeben, um die Familien der Opfer zu besuchen und ihnen ihr Beileid auszusprechen. Premierminister Dschamschid Amusegar hielt es aber für besser, erst einmal die Ermittlungsergebnisse abzuwarten. Die Folge waren weitere Demonstrationen im ganzen Land. In Deutschland, Belgien, Dänemark und den Niederlanden besetzten iranische Studenten die iranischen Botschaften.
Am 27. August 1978 trat Amusegar zurück. Bei der Wahl eines neuen Premierministers schlug Farah Pahlavi dem Schah Houchang Nahavandi, einen Wirtschaftswissenschaftler und ehemaligen Rektor der Universität Teheran, vor. Der Schah entschied sich jedoch für Dschafar Scharif-Emami. Der Regierungswechsel brachte allerdings nicht die vom Schah erhoffte Beruhigung der politischen Lage. Am 8. September 1978, der als Schwarzer Freitag in die iranische Geschichte einging, kam es zu einer weiteren Zuspitzung der politischen Lage. Auf dem Jaleh-Platz in der Innenstadt Teherans wollten Soldaten einen Demonstrationszug mit Schüssen in die Luft zum Stehen bringen. In den Zug der Demonstranten hatten sich in Libyen und Palästina ausgebildete und bewaffnete Agitatoren eingereiht, welche die Stimmung anheizen sollten. Bei den folgenden Schusswechseln am Dschaleh-Platz kamen neben 64 Demonstranten auch 70 Polizisten und Soldaten ums Leben.
Die dramatischen politischen Ereignisse des „Schwarzen Freitags“ wurden von einer Naturkatastrophe überschattet, einem Erdbeben der Stärke 7,9, welches die Oasenstadt Tabas in der Mitte Irans nahezu vollständig zerstörte. Über 20.000 Menschen fanden den Tod. Farah Pahlavi flog nach Tabas und wurde dort von der aufgebrachten Bevölkerung mit dem Gerücht konfrontiert, dass amerikanisches Militär mit Genehmigung des Schahs einen unterirdischen Atombombenversuch in der Nähe von Tabas durchgeführt hätte und so das Beben ausgelöst hätte. Andere bemühten den „Zorn Gottes“ als Ursache. Am Abend des 5. November 1978 trat Dschafar Scharif-Emami als Premierminister zurück.
Nach dem Rücktritt Scharif-Emamis sollte eine Militärregierung für Ruhe und Ordnung sorgen. General Oveisi war in der engeren Wahl. Farah Pahlavi war gegen Oveisi, der für die Schüsse am Jaleh-Platz verantwortlich war. Der Schah entschied sich schließlich für General Gholam Reza Azhari. Dieser ließ als erstes den früheren langjährigen Premierminister Amir Abbas Hoveyda verhaften. Farah Pahlavi war bei der entscheidenden Sitzung anwesend, bei der die Verhaftung Hoveydas beschlossen wurde, „ergriff aber nicht das Wort, um mich gegen diese Entscheidung auszusprechen“. Mit der Verhaftung Hoveydas wollte man der Opposition einen Verantwortlichen präsentieren, der, ohne zu zögern, ins Gefängnis ging. Hoveyda hatte sich nichts vorzuwerfen und rechnete mit einem späteren Freispruch. Unter den weiteren Verhafteten fanden sich Manutschehr Azmun, ehemaliger Minister ohne Geschäftsbereich, Dariusch Humayun, ehemaliger Minister für Information und Tourismus, Mansur Ruhani, ehemaliger Landwirtschaftsminister, General Nassiri, ehemaliger Chef des SAVAK, Manutschehr Nikpay, ehemaliger Bürgermeister von Teheran, Generalleutnant Sadri, ehemaliger Polizeichef von Teheran, Abdulazim Valian, ehemaliger Gouverneur von Chorasan, Schaychulislam Zadeh, ehemaliger Gesundheitsminister, Nili Aram, ehemaliger stellvertretender Gesundheitsminister und Fereidun Mahdavi, ehemaliger Wirtschaftsminister. Chomeini kommentierte die Verhaftungen aus seinem Pariser Exil mit den Worten:

„Jetzt wählen sie einen anderen Weg. Sie verhaften die, die bis vor kurzen noch die kriminellen Komplizen des Schahs waren. Einige von ihnen haben ihm zwölf oder dreizehn Jahre lang bei all seinen Verbrechen geholfen. Sie verhaften die Komplizen, um den wahren Kriminellen zu beschützen.“

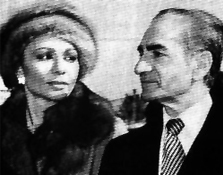
Der Schah und Farah Pahlavi auf dem Teheraner Flughafen Mehrabad, 16. Januar 1979

Am 18. November 1978 reiste Farah Pahlavi zusammen mit ihrer Tochter Farahnaz und ihrem Sohn Ali-Reza nach Kerbela und Nadschaf, um sich mit Groß-Ajatollah Abu l-Qasim al-Choei zu treffen. Choei schenkte Farah Pahlavi einen Ring mit eingravierten Gebeten für den Schah und sagte ihr, „dass er für seinen Erfolg im Dienste des Islam und Irans beten würde.“
Doch die Islamische Revolution schien nichts mehr aufzuhalten. Die Leitfigur war hierbei der aus dem langjährigen irakischen Exil am 6. Oktober 1978 nach Neauphle-le-Château nahe Paris abgeschobene Ajatollah Chomeini. Er formte in Paris einen Schulterschluss zwischen Teilen der Geistlichkeit, der linksintellektuellen Opposition sowie den marxistisch-leninistischen und maoistischen Gruppierungen, deren gemeinsames Ziel der Sturz des Schahs war.
Ende Dezember gab Azhari nach einem Herzinfarkt das Amt des Premierministers auf. Am 28. Dezember 1978 beauftragte Mohammad Reza Schah Schapur Bachtiar damit, eine neue Regierung zu bilden. Doch statt zu regieren, schloss der Vorstand der Nationalen Front ihren Vorstandskollegen und Premierminister Schahpur Bachtiar aus der Partei aus. Für sie war er zum Verräter geworden, weil er mit Mohammad Reza Schah zusammenarbeitete. Sie hatten sich bereits mit Chomeini geeinigt, dass sie nur eine Regierung unter seiner Führung unterstützen würden, eine Entscheidung, die sie später bitter bereuen sollten.
Vom 4. Januar bis 7. Januar 1979 fand auf Einladung des französischen Präsidenten Valéry Giscard d’Estaing in Guadeloupe die Konferenz von Guadeloupe statt. Es wurde entschieden, dass der Westen den Schah nicht weiter unterstützen würde und dass man das Gespräch mit seinem politischen Gegner Ayatollah Ruhollah Chomeini suchen sollte. An der Konferenz nahmen neben dem Gastgeber Giscard d’Estaing aus Frankreich, Präsident Jimmy Carter aus den USA, Premierminister James Callaghan aus Großbritannien und Bundeskanzler Helmut Schmidt aus der Bundesrepublik Deutschland teil. D’Estaing wurde beauftragt, den Kontakt zu Chomeini herzustellen und die Frage eines möglichen Regierungswechsels zu erörtern.
Am Mittag des 16. Januar 1979 verließen Schah Mohammad Reza Pahlavi und Schahbanu Farah Pahlavi über den Teheraner Flughafen das Land. Ajatollah Chomeini kehrte am 1. Februar 1979 aus dem französischen Exil nach Iran zurück.

### Suche nach einem Ort des Exils

#### In Ägypten
Der Schah hatte geplant, in die USA zu gehen, nachdem er Präsident Sadat in Ägypten besucht hatte. In den USA wollte er Präsident Carter, dem Kongress und dem US-amerikanischen Volk erläutern, welchen schweren politischen Fehler sie bezüglich Irans begingen. Präsident Sadat begrüßte den Schah als Staatsgast und forderte ihn auf, in Ägypten zu bleiben: „Ägypten liegt näher an Iran. Es ist ein islamisches Land. Von hier aus kann einiges unternommen werden. Befehlen Sie Ihre Flugzeuge nach Ägypten, um eine schlagkräftige Widerstandsbewegung gegen Chomeini ins Leben zu rufen.“ So erinnerte sich später Farah Pahlavi.
Am 18. Januar 1979 erklärte Präsident Carter, dass der Krieg in Vietnam die USA gelehrt habe, sich nicht in die inneren Angelegenheiten eines fremden Landes einzumischen. Chomeini wiederum hatte nach seiner Rückkehr die Regierung Bachtiar, das Parlament und den Senat für illegal erklärt und Mehdi Bāzargān als Premierminister des Übergangs eingesetzt.
Die Kinder des Schahs waren bereits in den USA. Cyrus Reza absolvierte in den USA eine Ausbildung zum Piloten, Farahnaz studierte dort und Leila und Ali Reza waren von Teheran aus mit einem Militärtransporter auf die Lubbock Air Force Base in der Nähe von San Antonio (Texas) gebracht worden. Auch der Schah wollte in die USA weiterreisen, doch überredete ihn König Hassan II., nach Marokko zu kommen.

#### In Marokko
Am 22. Januar 1979 reisten der Schah und Schahbanu Farah Pahlavi von Kairo nach Marrakesch. Nachdem am 11. Februar 1979 der noch vom Schah bestimmte Premierminister Bachtiar vor den Milizen Chomeinis aus seinem Amtssitz geflohen war, beorderte der Schah sein Flugzeug Shahin, mit dem er Iran verlassen hatte, mit den Worten, es gehöre dem iranischen Volk, zurück nach Teheran.
Am 22. Februar 1979 wandte sich der Schah an Richard Parker, den US-Botschafter in Marokko, um ihn zu informieren, dass er nun plane, in der folgenden Woche in die USA zu reisen und dort dauerhaft zu bleiben. Die US-Regierung entsandte einen Sicherheitsoffizier zum Schah, der ihn darüber unterrichtete, dass die von Präsident Carter ausgesprochene Einladung in die USA weiter bestehe, dass man aber für seine Sicherheit nicht garantieren könne und mit rechtlichen Schritten der neuen Machthaber in Iran oder gegen ihn gerichtete Beschlüsse des Kongresses rechnen müsse, wenn er sich als Privatperson in den USA aufhalte. König Hassan hatte dem Schah bedeutet, dass er nicht länger in Marokko bleiben könne, woraufhin der Schah erfolglos eine Reihe anderer Regierungen kontaktierte.
Zum persischen Neujahrsfest, dem 21. März, kamen die Kinder des Schahs aus den USA nach Marokko. Auch die Zwillingsschwester des Schahs, Prinzessin Aschraf, und Ardeschir Zahedi, der Botschafter Irans in den USA, waren angereist, um zu entscheiden, wo der Schah nun leben sollte. Nachdem Präsident Carter am 17. März endgültig entschieden hatte, dass der Schah nicht in die USA kommen könne, erklärten sich David Rockefeller und Henry Kissinger bereit, als Verbindung zwischen dem Schah und der US-Regierung zu fungieren. Mit deren Unterstützung willigte die Regierung der Bahamas ein, der Familie des Schahs für drei Monate Aufenthalt zu gewähren.

#### Auf dem amerikanischen Kontinent
Am 30. März 1979 kamen der Schah, Schahbanu Farah Pahlavi mit drei Kindern und Wachpersonal auf den Bahamas an. Die von der Regierung zugesagte Residenz erwies sich als eine kleine Villa, die nur wenig Platz für die zehn Personen umfassende Reisegesellschaft bot. Die Regierung der Bahamas weigerte sich, die für drei Monate ausgestellte Aufenthaltsgenehmigung zu verlängern.
Von den Bahamas reiste die Familie nach Cuernavaca in Mexiko. Dort verschlechterte sich der Gesundheitszustand des Schahs erheblich.
Am 22. Oktober 1979 reisten der Schah und Schahbanu Farah Pahlavi mit der Zustimmung Präsident Carters zur medizinischen Behandlung der Krebserkrankung des Schahs in die USA ein. Ihr erster Aufenthalt war Fort Lauderdale (Florida). Da sie kein Visum vorweisen konnten, durften sie das Flugzeug nicht verlassen. Nachdem die Passformalitäten erledigt waren, konnte der Weiterflug nach New York erfolgen. Der Schah begab sich ins Krankenhaus, um seine Behandlung zu beginnen. Währenddessen kam es am 4. November 1979 zur Besetzung der amerikanischen Botschaft und Geiselnahme von Teheran. Nachdem Premierminister Mehdi Bazargan am 7. November 1979 zurückgetreten war, entschied Revolutionsrichter Chalchali, dass man den Schah hinrichten solle. Außenminister Ghotbzadeh wollte den Schah nach Iran zurückbringen, um ihm dort den Prozess zu machen. Ghotbzadeh wollte die amerikanischen Geiseln gegen den Schah austauschen.
Der Schah bot Präsident Carter an, die USA umgehend zu verlassen. Die Regierung Mexikos hatte jedoch erklärt, dass der Schah nicht mehr nach Mexiko zurückkehren dürfe. Am 2. Dezember verließen der Schah und Farah Pahlavi das Krankenhaus in New York und wurden in ein Militärkrankenhaus auf der Lackland Air Force Base in San Antonio, Texas gebracht. Präsident Carter verhandelte mit General Torrijos von Panama, um eine Ausreise des Schahs nach Panama zu ermöglichen. Torrijos stimmte zu.
Am 15. Dezember flogen der Schah und Schahbanu Farah Pahlavi nach Contadora in Panama. Dort verschlechterte sich der Gesundheitszustand des Schahs weiter. Zudem hätte ein Auslieferungsantrag der iranischen Regierung nach panamaischem Recht die sofortige Verhaftung des Schahs zur Folge gehabt. Während die amerikanische Regierung über die Freilassung der Geiseln in Teheran verhandelte, nahm Farah Pahlavi telefonischen Kontakt mit Jehan Sadat, der Ehefrau von Präsident Sadat, auf. Diese überzeugte Farah Pahlavi, umgehend nach Ägypten zurückzukehren, um dort sicher vor Nachstellungen des Teheraner Regimes die medizinische Behandlung des Schahs fortzusetzen.

#### In Ägypten
Am 23. März 1980 verließen der Schah und Schahbanu Farah Pahlavi Panama mit einem Charterflug nach Ägypten. Der Schah begab sich umgehend in das Kairoer Militärhospital Maad. Dort verstarb er am 27. Juli 1980. Farah Pahlavi übernahm zunächst die Regentschaft bis zur Volljährigkeit ihres ältesten Sohnes, Cyrus Reza Pahlavi. Am 31. Oktober 1980 schwor der im Alter von 20 Jahren volljährige Kronprinz auf den Koran, die ihm durch die vormalige iranische Verfassung zugewiesenen Aufgaben zu übernehmen.

#### In Frankreich und den USA
Farah Pahlavi lebt heute abwechselnd in Frankreich und den USA. Sie engagiert sich u. a. für das UNESCO-Kinderbildungsprogramm Kinder in Not. Im Rahmen dieser Tätigkeit besuchte sie im November 2001 und im Juli 2002 Deutschland.
Am 10. Juni 2001 starb ihre jüngste Tochter Leila Pahlavi in London durch eine Überdosis Schlaftabletten. Am 17. Januar 2004 kam die jüngste Tochter ihres Sohnes Cyrus zur Welt, die ebenfalls Farah heißt. Am 4. Januar 2011 nahm sich ihr Sohn Ali Reza Pahlavi mit 44 Jahren in Boston das Leben.
Farah Pahlavi tritt weiterhin bei internationalen königlichen Veranstaltungen auf, wie der Hochzeit von Kronprinz Frederik von Dänemark im Jahr 2004, der Hochzeit von Prinz Felipe von Spanien im Jahr 2004, der Hochzeit von Prinz Nikolaos von Griechenland im Jahr 2010, der Hochzeit von Fürst Albert II. von Monaco 2011 oder der Hochzeit von Kronprinz Leka von Albanien im Jahr 2016. Ebenfalls war sie bei Begräbnissen wie dem des Modeschöpfers Yves Saint Laurent, des Grafen von Paris Henri d’Orléans (1933–2019) oder des früheren Staatspräsidenten Jacques Chirac 2019 zugegen.

## Titel
- Malekeh Farah Pahlavi (1959–1961)
- Schahbanu Farah Pahlavi (1961–1980)[24]
- Kaiserin Farah Pahlavi (1967–1970; seither Anspruchstitel)

## Orden und Ehrenzeichen
| Jahr | Staat          | Orden/Ehrenzeichen                                     | Klasse                      |
| ---- | -------------- | ------------------------------------------------------ | --------------------------- |
| 1959 | Iran           | Orden der Plejaden                                     | I. Klasse                   |
| 1960 | Schweden       | Königlicher Seraphinenorden                            | Mitglied                    |
| 1960 | Dänemark       | Elefanten-Orden                                        | Ritter                      |
| 1963 | Niederlande    | Orden vom Niederländischen Löwen                       | Großkreuz                   |
| 1963 | Frankreich     | Légion d’honneur                                       | Großkreuz                   |
| 1964 | Äthiopien      | Orden der Königin von Saba                             |                             |
| 1964 | Belgien        | Leopoldsorden                                          | Großkreuz                   |
| 1965 | Norwegen       | Königlich Norwegischer Orden des heiligen Olav         | Großkreuz                   |
| 1965 | Tunesien       | Orden der Unabhängigkeit                               | Großkreuz                   |
| 1965 | Brasilien      | Nationaler Orden vom Kreuz des Südens                  | Großkreuz                   |
| 1965 | Argentinien    | Orden des Befreiers San Martin                         | Großkreuz                   |
| 1965 | Österreich     | Ehrenzeichen für Verdienste um die Republik Österreich | Groß-Stern                  |
| 1966 | Jugoslawien    | Orden vom jugoslawischen Stern                         | I. Klasse                   |
| 1967 | BR Deutschland | Verdienstorden der Bundesrepublik Deutschland          | Sonderstufe des Großkreuzes |
| 1967 | Iran           | Orden der Aryamehr                                     | I. Klasse                   |
| 1968 | Malaysia       | Orden der Krone von Malaysia                           |                             |
| 1968 | Japan          | Orden der Edlen Krone                                  | Großkreuz                   |
| 1968 | Thailand       | Orden des Königlichen Hauses von Chakri                |                             |
| 1969 | Spanien        | Orden de Isabel la Católica                            |                             |
| 1970 | Finnland       | Finnischer Orden der Weißen Rose                       | Großkreuz mit Collane       |
| 1974 | Italien        | Verdienstorden der Italienischen Republik              | Großkreuz mit Collane       |

## Auszeichnungen
- 1968: durch die Washington Post zur Frau des Jahres gewählt. Mit der Auszeichnung wurden ihr soziales Engagement sowie ihr Einsatz für die Lepra-Kranken in Iran gewürdigt.
- Steiger Award 2005 Charity
- 2005: Anne Morrow Lindbergh Grace and Distinction Award[44]

## Stimmen
- stern: „Seine [Mohammad Reza Pahlavis] dritte Ehefrau, Farah Diba, hält das Andenken bis heute hoch und führt die Familienchronik mit ihrer speziellen Sicht auf die Geschichte. Sie bescheinigt ihrem gestorbenen Gatten grenzenlose Liebe zu seinem Land.“[45]

## Bilder

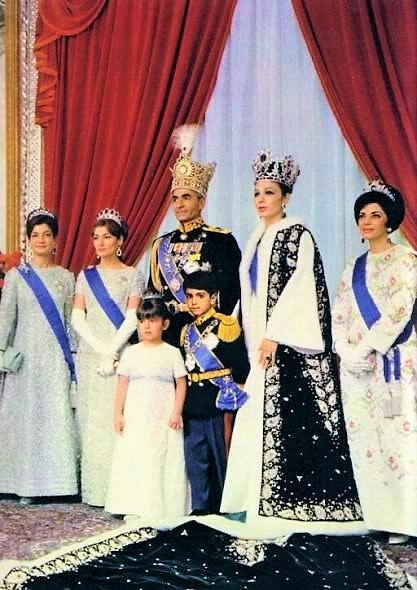
Schahbanu Farah Pahlavi mit ihrer Familie nach der Krönung 1967
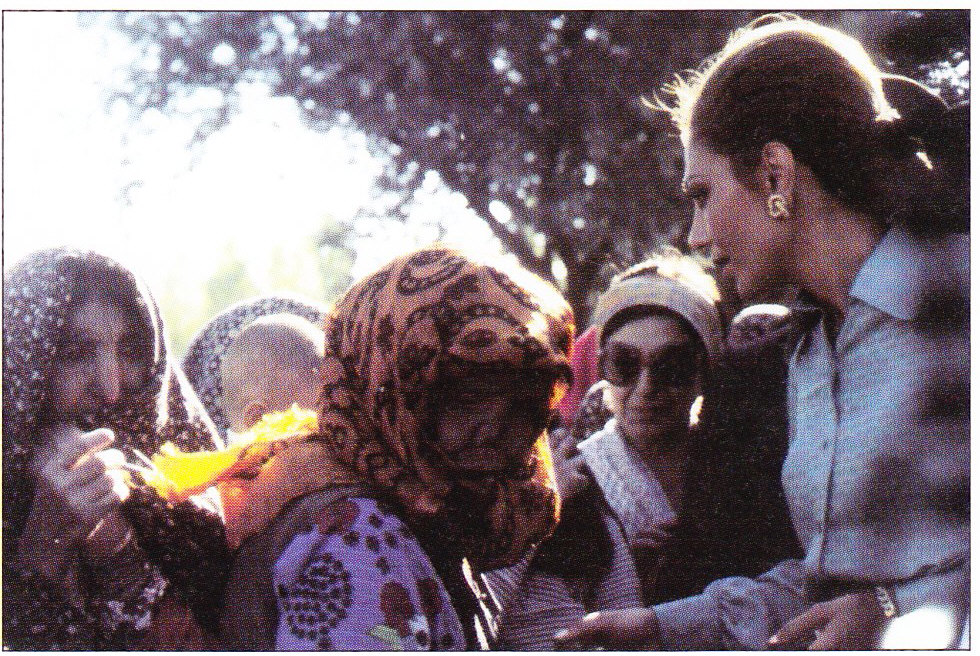
Farah Pahlavi besucht Leprakranke in Baba Baghi (Ost-Aserbaidschan)
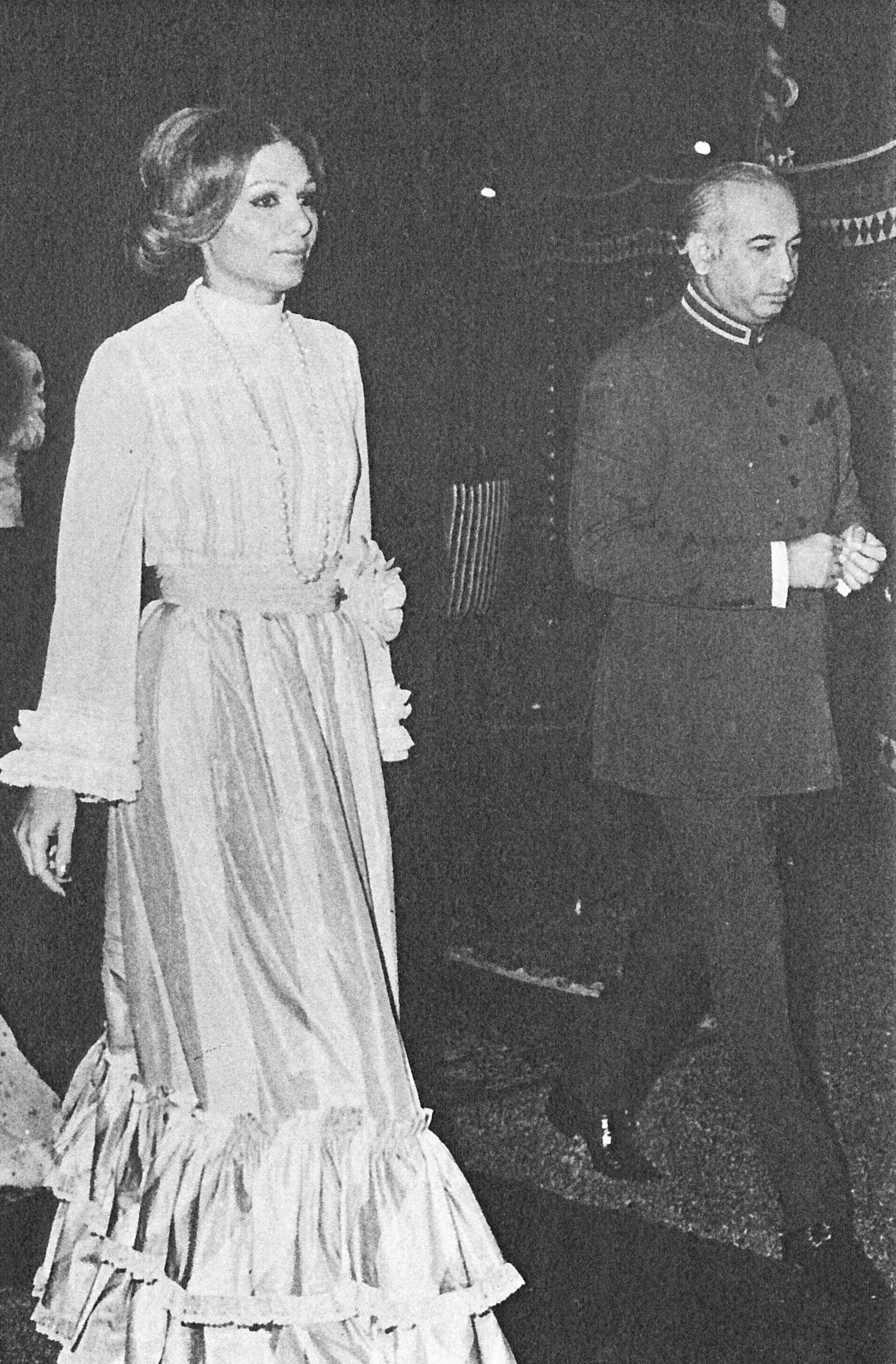
Farah Pahlavi mit dem Staatspräsidenten von Pakistan, Zulfikar Ali Bhutto
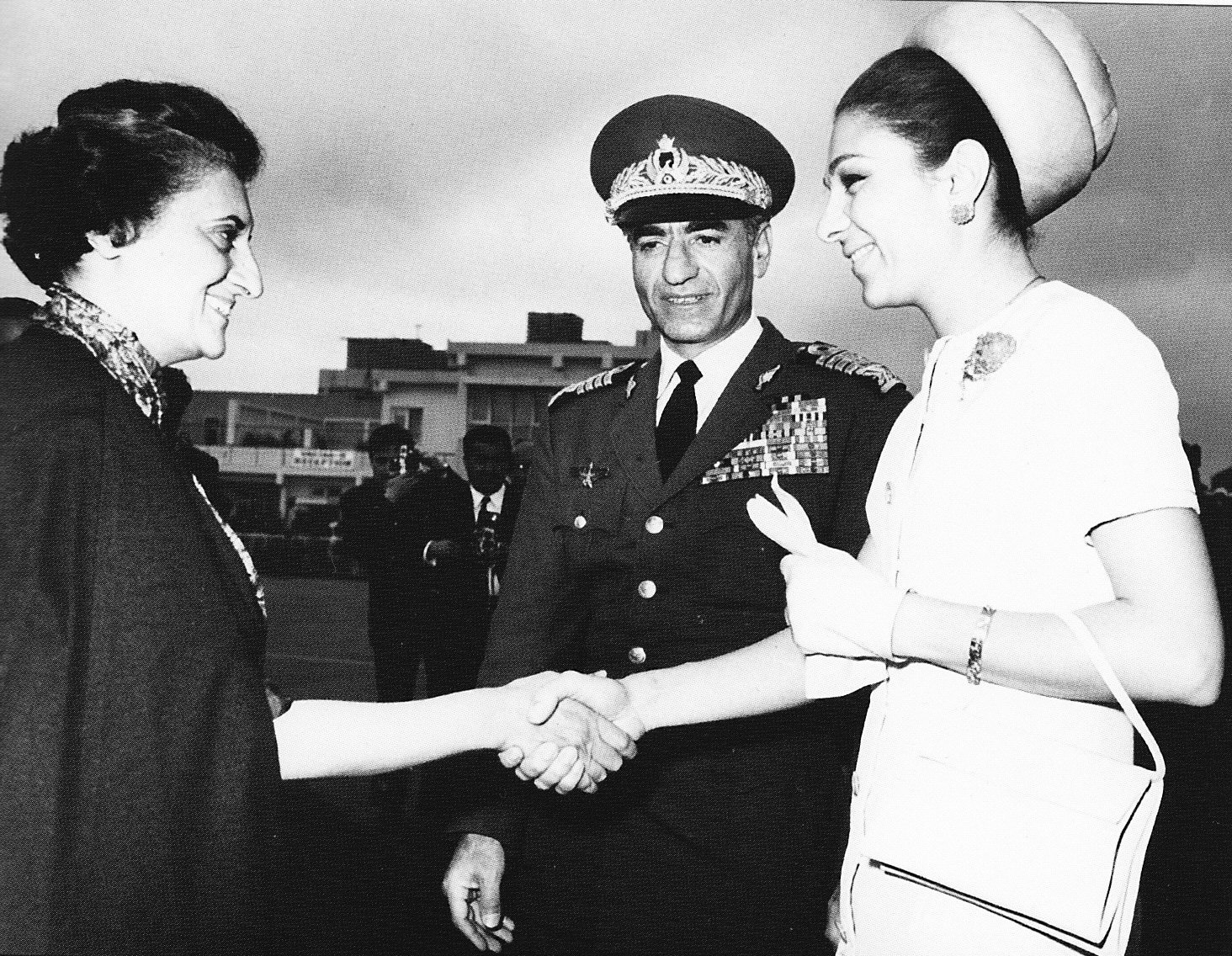
Staatsbesuch in Indien 1970: das iranische Kaiserpaar mit Premierministerin Indira Gandhi (links)
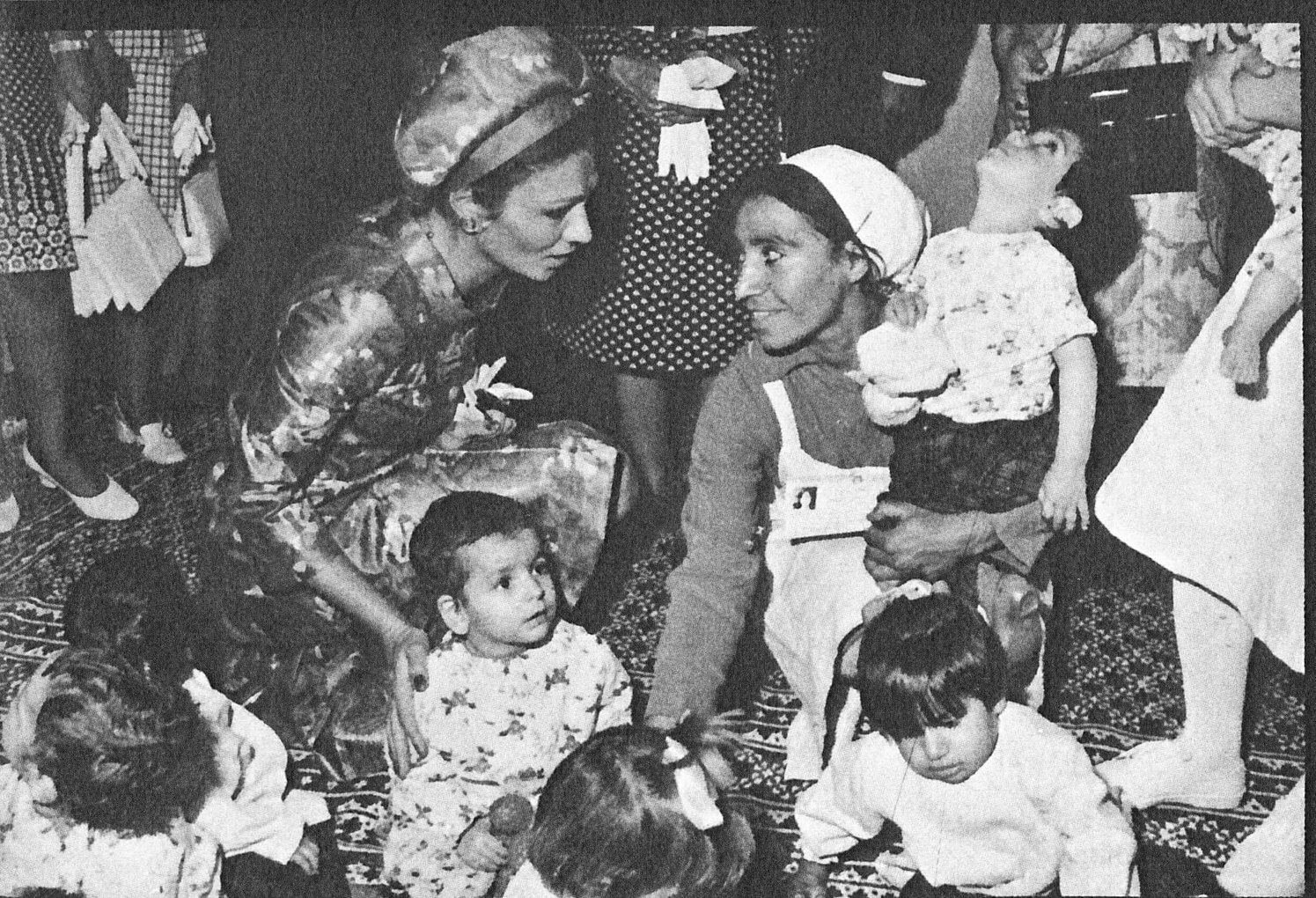
Farah Pahlavi besucht ein Waisenhaus in Iran, 1970
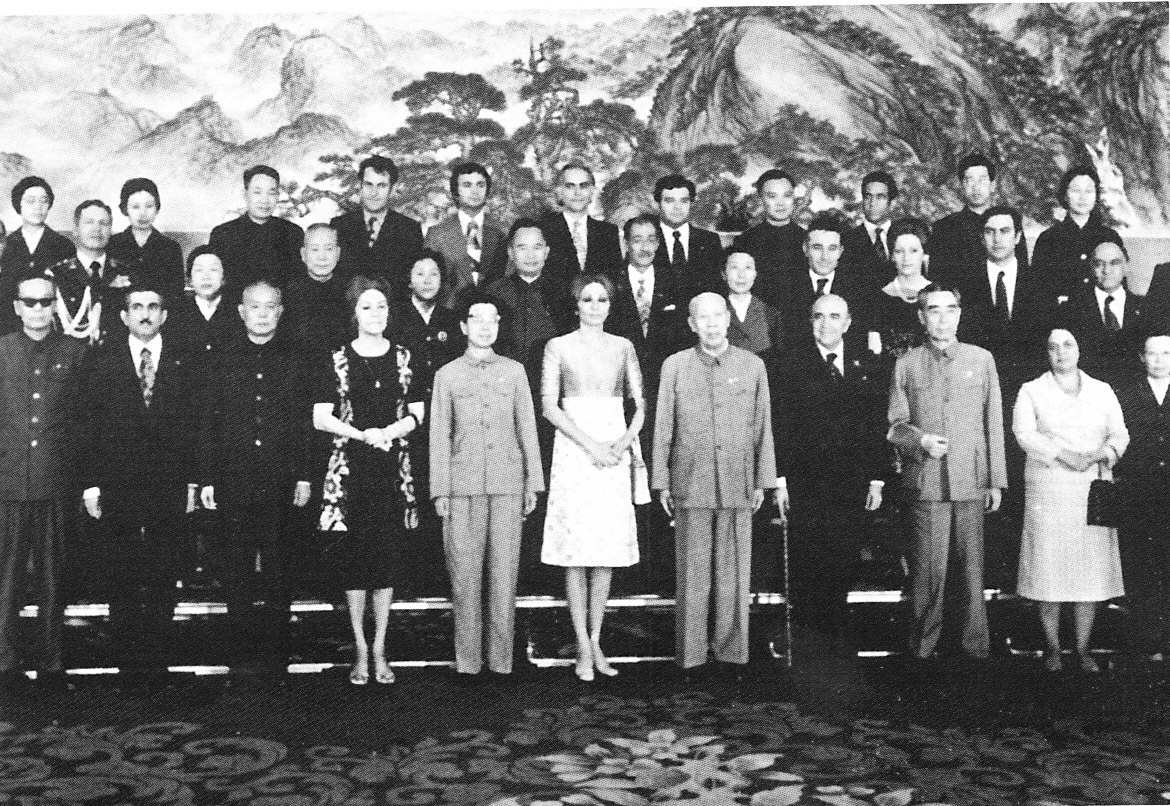
Die iranische Kaiserin mit Premierminister Hoveyda auf Staatsbesuch in China, 1972
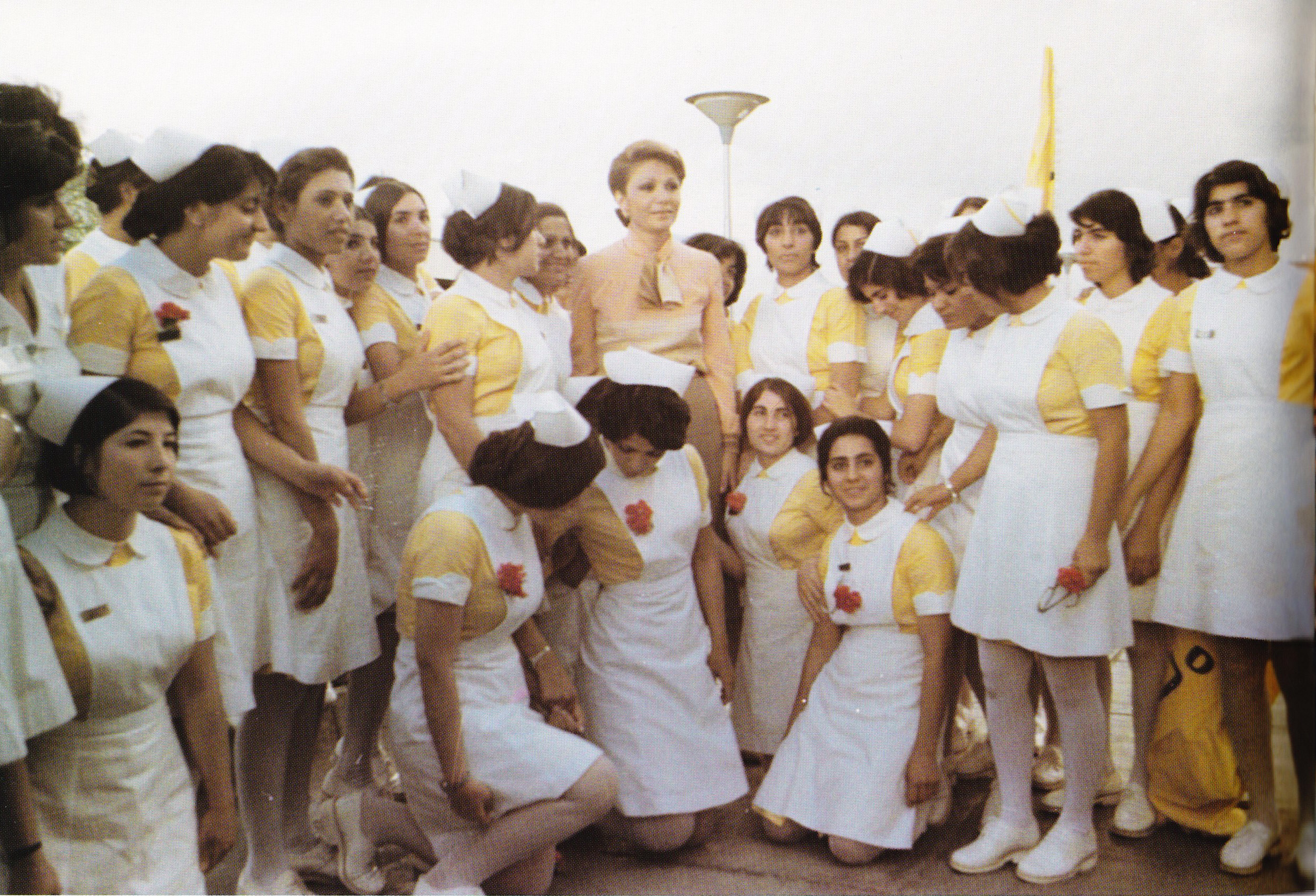
Farah Pahlavi mit Schwestern des städtischen Krankenhauses in Kermanschah, Iran, 1973

## Der FilmFarah Diba – Die Kaiserin und ich
2009 begleitete die in Iran geborene Filmemacherin Nahid Persson Sarvestani für ein Filmprojekt (SVT, Schweden, deutsche Beteiligung SWR) Farah Pahlavi über mehrere Wochen und besuchte mit ihr unter anderem das Grab in Paris, in dem Farah Pahlavis Mutter, Farideh Diba (geb. Ghotbi), und Leila Pahlavi, Farah Pahlavis Tochter, begraben sind, sowie das Grab ihres Mannes in Kairo.
Der Film behandelt vor allem die Gemeinsamkeiten der beiden Frauen – beide sind in Iran geboren und beide haben durch die politischen Ereignisse vor etwa 30 Jahren einen nahen Angehörigen verloren und leben auch heute noch ungewollt im Exil –, aber auch die starke Spannung zwischen ihnen, da die Familie von Nahid Persson Sarvestani auf der Seite der Kommunisten gegen die Herrschaft des Schahs kämpfte, während das Regime des Schahs Oppositionelle verfolgte. Nach der Machtergreifung Chomeinis wurde Sarvestanis Bruder im Rahmen sogenannter Säuberungen gehängt. In ihrem Film zeigt Sarvestani, wie sich im Laufe der Dreharbeiten ihre Abneigung gegen die Monarchie in ein gewisses Verständnis der Rolle Farah Pahlavis veränderte: „Ich kann sagen, dass ich eine Sympathisantin von Farah geworden bin, aber eine Royalistin werde ich deshalb wohl nicht werden.“ In der Originalfassung trägt der Film den Titel The Queen and I. Die deutsche Fassung entstand unter Leitung von Gudrun Hanke-el Schomri beim SWR. Eine der Synchronsprecherinnen ist die Schauspielerin Rosemarie Fendel.

## Werke
- Farah Diba-Pahlavi: Erinnerungen, Lübbe, Bergisch Gladbach 2004, ISBN 3-404-61575-1.
- Farah Diba-Pahlavi: An Enduring Love, Miramax 2004, ISBN 978-1-4013-5209-7.